# セルビア

セルビア共和国
Република Србија
Republika Srbija

国の標語：不明
国歌：Боже правде（セルビア語）
正義の神

経済統計はコソボを除く。
1. 
2. 
3. 
4. 

セルビア共和国（セルビアきょうわこく）、通称セルビアは、東南ヨーロッパ、バルカン半島中西部の内陸に位置する共和制国家。首都はベオグラード。北にハンガリー、北東にルーマニア、南東にブルガリア、西にボスニア・ヘルツェゴビナ、南にコソボ、北マケドニア、南西にモンテネグロと国境を接している。また、同国のヴォイヴォディナ自治州部は西にクロアチアが接している。

## 概要
セルビアは、かつて存在したユーゴスラビアに属していた地域の中央に位置しており、政治的にもその中心となる国家であった。
首都であるベオグラードは、ユーゴスラビア誕生以来2006年に前身のセルビア・モンテネグロが解体されるまで一貫して連邦の首都であった。2006年6月3日のモンテネグロの分離独立に伴い、独立宣言を行なった。
なお、同国内のコソボ・メトヒヤ自治州が現在、コソボ共和国として事実上独立状態にある。
現在のセルビアの領土は旧石器時代から継続的に人間が住んでいたことが確認されており、6世紀にはスラブ人が同国地域へ移住し出していたことが判明している。
中世初期、同地域にはビザンティン帝国、フランク王国、ハンガリー王国の属国として認識されるいくつかの地域国家が成立されていた。セルビア王国は1217年にローマ教皇庁とコンスタンティノープルによって承認され、1346年にセルビア帝国として領土の頂点に達した。16世紀半ばまでに、オスマン帝国は現在のセルビア全体を併合した。彼らの支配は、17世紀末からヴォイヴォディナに足場を保ちながら中央セルビアに向かって拡大し始めたハプスブルク帝国によって時々中断されていた。
19世紀初頭、セルビア地域の革命は、この地域で最初の立憲君主国として国民国家を確立するものとなり、セルビア国家は後にその領域を拡大することとなる。1918年、第一次世界大戦の余波で、セルビア帝国はヴォイヴォディナの旧ハプスブルク家の王冠領と統合。同年後半には、他の南スラブ諸国とともにユーゴスラビアの建国に加わり、1990年代のユーゴスラビア戦争まで様々な政治体制で存在した。ユーゴスラビアの崩壊中、セルビアは隣国モンテネグロと連合を結び『セルビア・モンテネグロ』となるが、2006年に平和的な解体がなされ、1918年以来初めて主権国家としての独立を回復した。 
2008年、アルバニア系が多数を占めるコソボ議会の代表が一方的にセルビアからの独立を宣言。2016年7月現在、113の国連加盟国が独立国家としてコソボを承認しているが、セルビアは一貫してコソボを自国領の一部であると主張している。コソボ北部にはセルビア人が多数を占める街もあり、度々紛争の火種となっている。
コソボ紛争でNATOに空爆されたことや、コソボを巡っての対立などもあり、国民感情・政治ともに反欧米的な傾向にある。民族や文化が近いロシアは伝統的な友好国であり、中国とも友好的な関係である。2022年ロシアのウクライナ侵攻時にも、国際社会のロシア非難や制裁に加わらなかったが、弾薬をウクライナに迂回輸出するなどバランスを取るような動きを見せる。
セルビアは高中所得国であり、国民皆保険と無料の初等中等教育を国民へ提供している。人間開発指数の分野においては「非常に高い」とランク付けされている。また同国は軍事的中立政策を公式に堅持している国家となっている。2014年以来、同国は2030年までに欧州連合（EU）への加盟を実現させることを目標としており、これまでEU加盟の交渉を幾度に亘って行なって来ている。
なお、セルビアは国際連合（UN）、欧州評議会（CoE）、欧州安全保障協力機構（OSCE）、平和のためのパートナーシップ（PfP）、黒海経済協力機構（BSEC）、中欧自由貿易協定（CEFTA）のメンバーであり、世界貿易機関（WTO）の加盟国の一つともなっている。欧州連合（EU）や北大西洋条約機構（NATO）及び他の国際機関には加盟していない。

## 国名
セルビア語では「Република Србија / Republika Srbija」（[repǔblika sř̩bija] ( 音声ファイル) レプブリカ・スルビヤ）、通称「Србија / Srbija」（[sř̩bija] ( 音声ファイル) スルビヤ）。日本語では「セルビア共和国」、通称「セルビア」。
英語の通称は「Serbia」（[ˈsɜrbiə] ( 音声ファイル)。漢字による当て字は塞爾維亜、または塞爾維。

## 歴史

### 中世・近世・近代

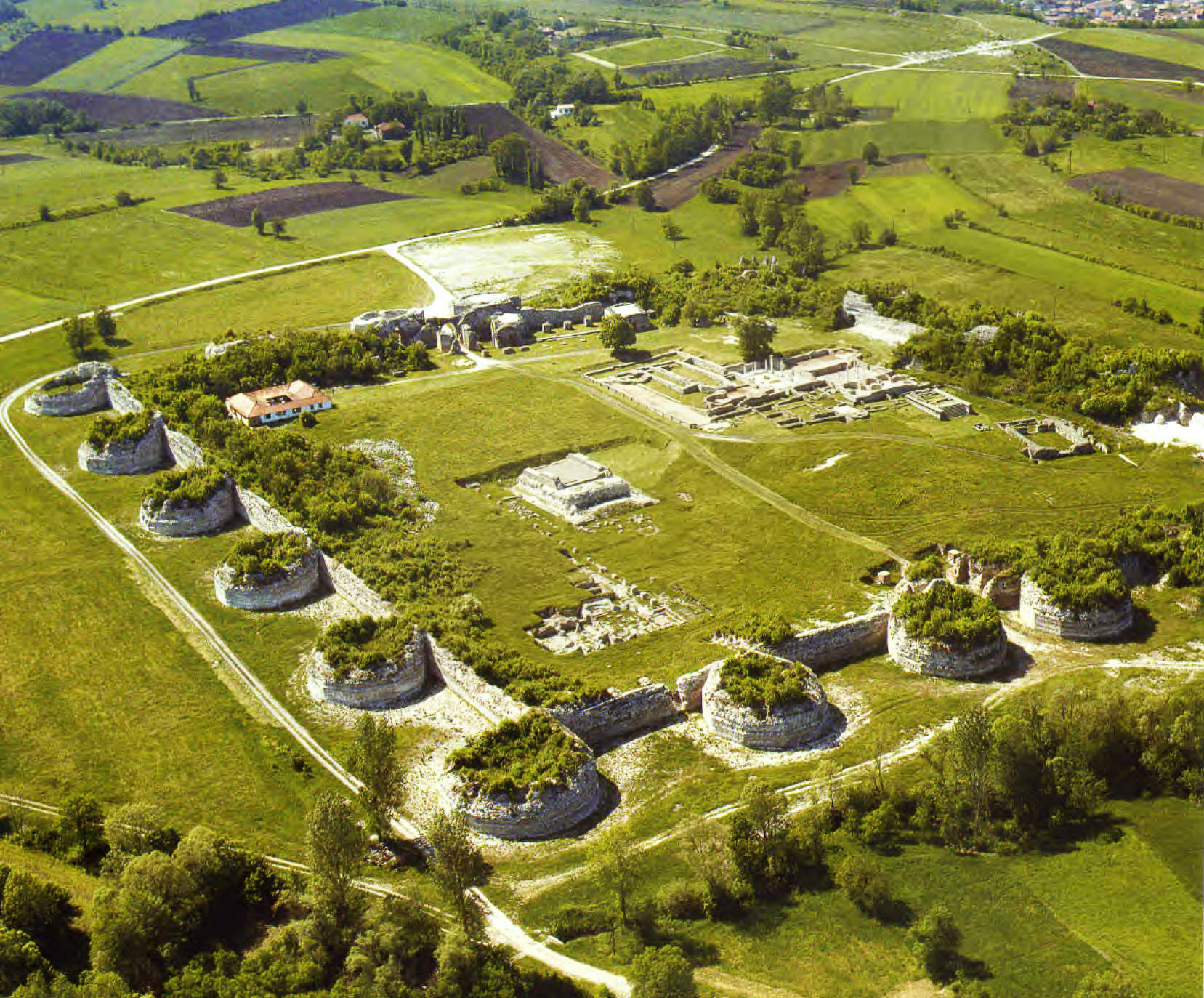
ガムジグラード フェリックス・ロムリアナ皇居の遺跡、西暦298年、ユネスコ世界遺産。現在のセルビアでは18人ものローマ皇帝が生まれた。

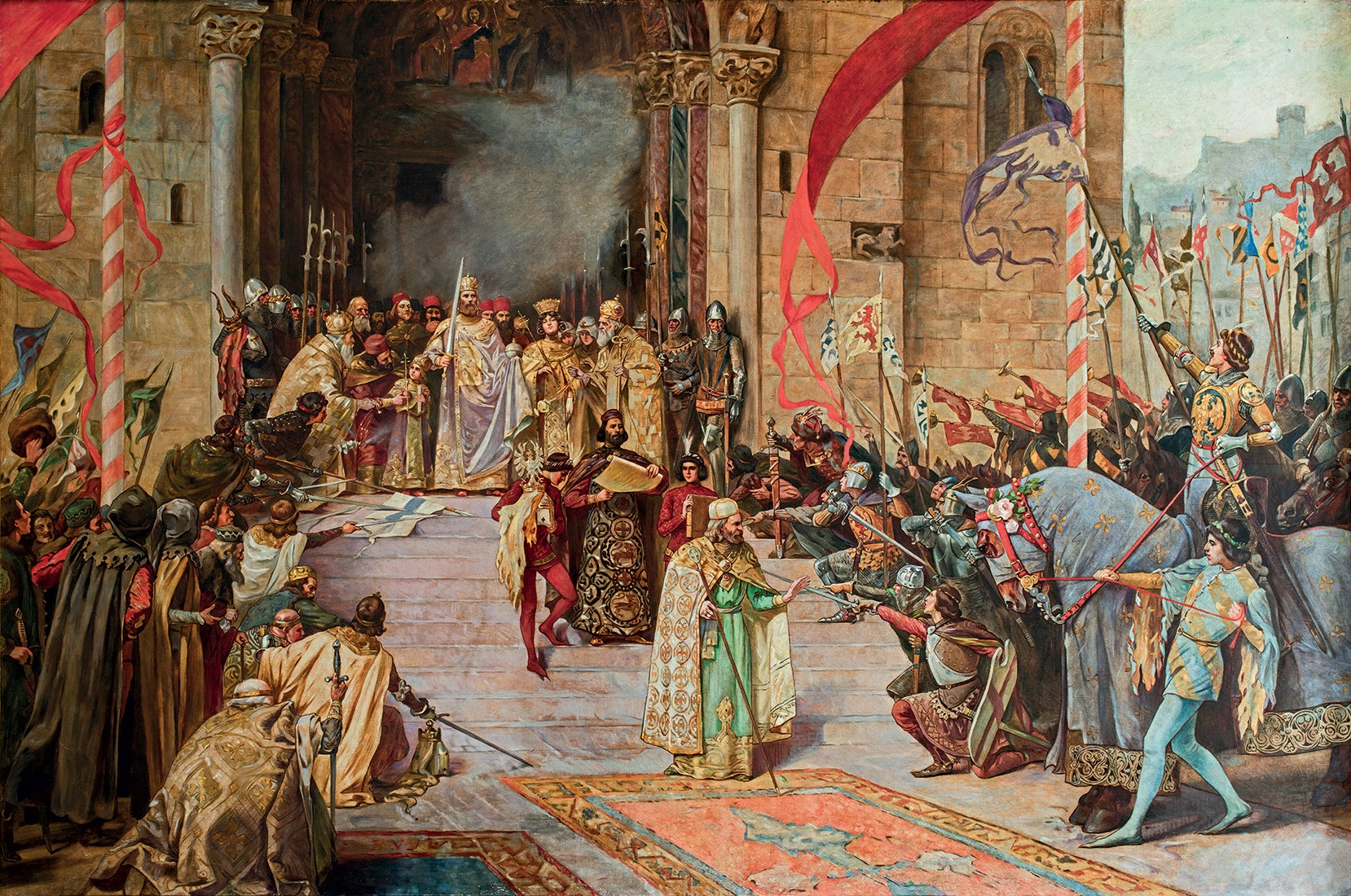
1346年、スコピエでセルビア人とギリシャ人の皇帝として戴冠式が行われた。セルビア皇帝ステファン・ドゥシャン（通称ドゥシャン大帝）

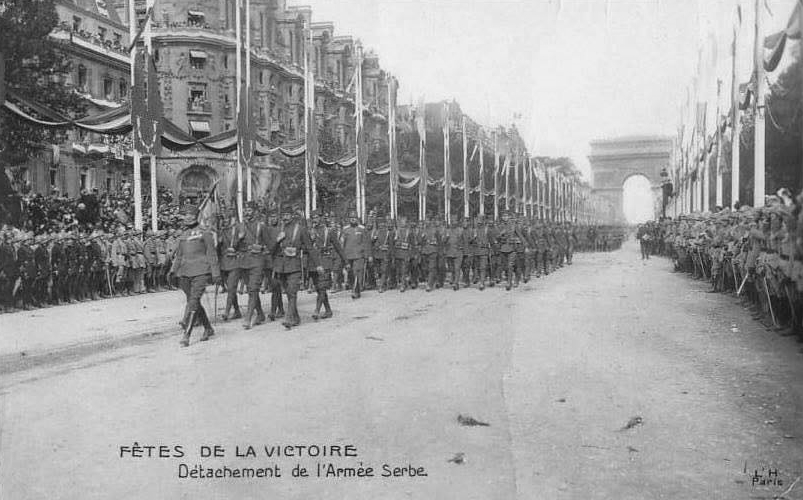
第一次世界大戦で連合国側の勝利者としてフランスの凱旋門に向かって行進するセルビア軍

- 6世紀 - バルカン半島西部（当時は東ローマ帝国の領域）にセルビア人が居住を始める。
- 9世紀 - セルビア人がキリスト教を受容する。
- 1171年 - セルビア王国が成立。
- 1346年 - セルビア帝国が成立。
- 1371年 - セルビア公国が成立。
- 1459年 - セルビア公国がヨーロッパに侵攻してきたオスマン帝国に滅ぼされる。
- 1817年 - セルビア公国が成立し、オスマン帝国から自治権を獲得。事実上の独立を果たす。
- 1838年 - ベオグラード遷都。
- 1878年 - ベルリン条約により、オスマン帝国から完全に独立。
- 1882年 - セルビア王国が成立。
- 1912年 - 第一次バルカン戦争でオスマン帝国に勝利し、領土を拡大。

### 戦間期

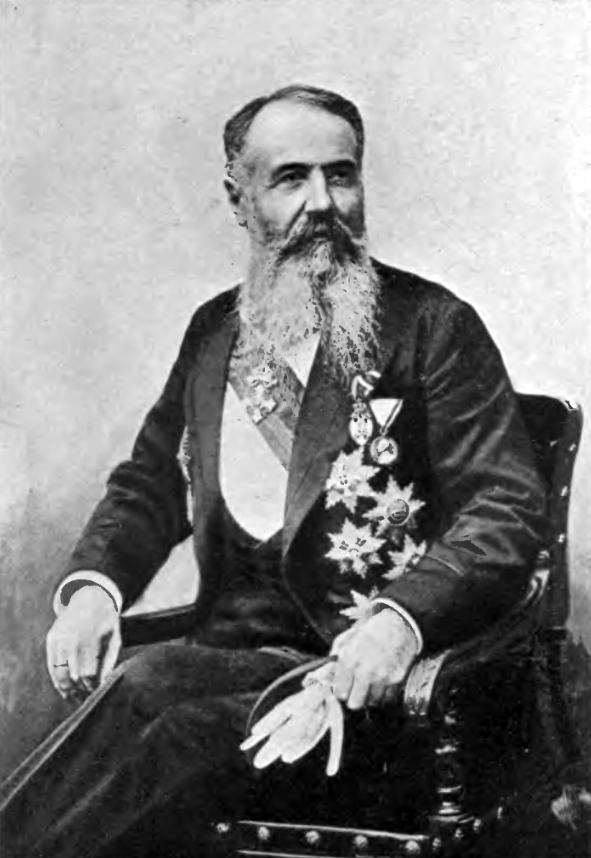
ニコラ・パシッチ、セルビア王国とユーゴスラビア王国の首相を長年務めた

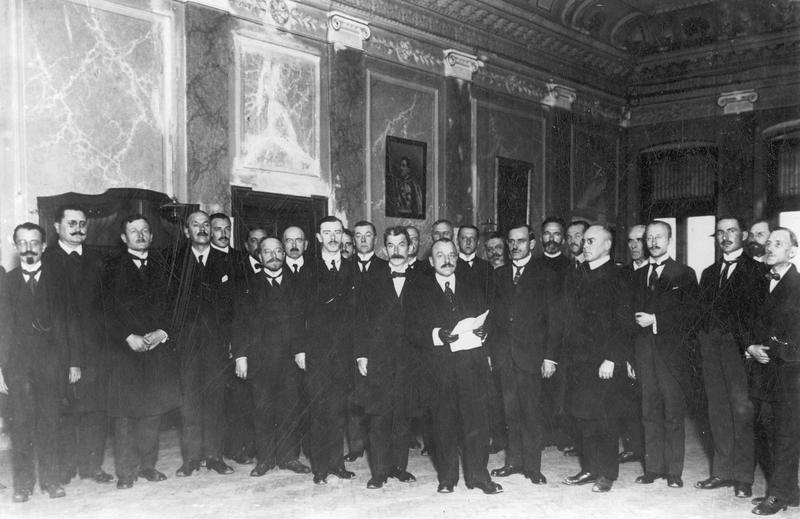
セルビア人・クロアチア人・スロベニア人王国（SHS）王国は第一次世界大戦と敗戦、そしてオーストリア＝ハンガリー君主制の崩壊を経て1918年12月1日にベオグラードで設立された。

第一次世界大戦後、1918年のサン＝ジェルマン条約により、旧オーストリア＝ハンガリー帝国領の南スラヴ人地域はスロベニア人・クロアチア人・セルビア人国として分離した。この国はセルビア、モンテネグロとともに「セルブ・クロアート・スロヴェーン王国」を結成し、南西スラヴ人の統一国家が誕生した。1919年のパリ講和会議では日本の提出した人種差別撤廃案に賛成するなど民族問題に取り組む姿勢をとった。ところが、建国当初から民族間の不和が続き、政治は行き詰まっていた。状況の打開を試み、1929年にセルビア王アレクサンダル1世がクーデターを起こしユーゴスラビア王国とした。しかしアレクサンダル1世はマケドニア人の民族主義組織・内部マケドニア革命組織に暗殺され、後継となった摂政パヴレ・カラジョルジェヴィチはクロアチア人に対してクロアチア自治州の設置を認めたものの、民族間の不和は解消されなかった。

### 第二次世界大戦
第二次世界大戦ではナチス・ドイツに侵攻され、王国政府はロンドンに逃れて亡命政権を樹立した。ドイツ軍は、傀儡政権であるセルビア救国政府を成立させる一方で、軍政を敷いてセルビアでの事実上の支配権を握った。他方で、ユーゴスラビア王国軍で主流であったセルビア人将校が中心となり、ドイツ軍に対抗する武装組織チェトニックが組織された。しかし、ドイツ軍政当局はドイツ軍の死者1人につきセルビア人市民100人、ドイツ軍の負傷者1人につきセルビア人市民50人を殺害する規定を導入し、セルビア人市民を虐殺した。チェトニックたちの多くはドイツ軍への抵抗をあきらめ、次第に軍政当局に協力する立場へと転じていった。
代わってドイツに対しての抵抗運動を展開したのは、ヨシップ・ブロズ・チトーをはじめとするパルチザンである。チェトニックはドイツ軍への抵抗をしない代わりに、クロアチア独立国でセルビア人がジェノサイドの対象となっていることへの報復としてクロアチア人やボシュニャク人に対する大量虐殺を始めた。これに対して、パルチザンは多民族混成の抵抗運動であり、市民への虐殺をせず、ドイツ軍に対して粘り強く抵抗した。一時はウジツェに解放区を作るなど目覚しい戦果を挙げ、やがて多くの市民がパルチザンに加わっていった。パルチザンは、ソ連軍が侵攻してくる前に、自力でユーゴスラビアから枢軸勢力を駆逐し、ユーゴスラビア民主連邦を成立させた。

### 社会主義時代

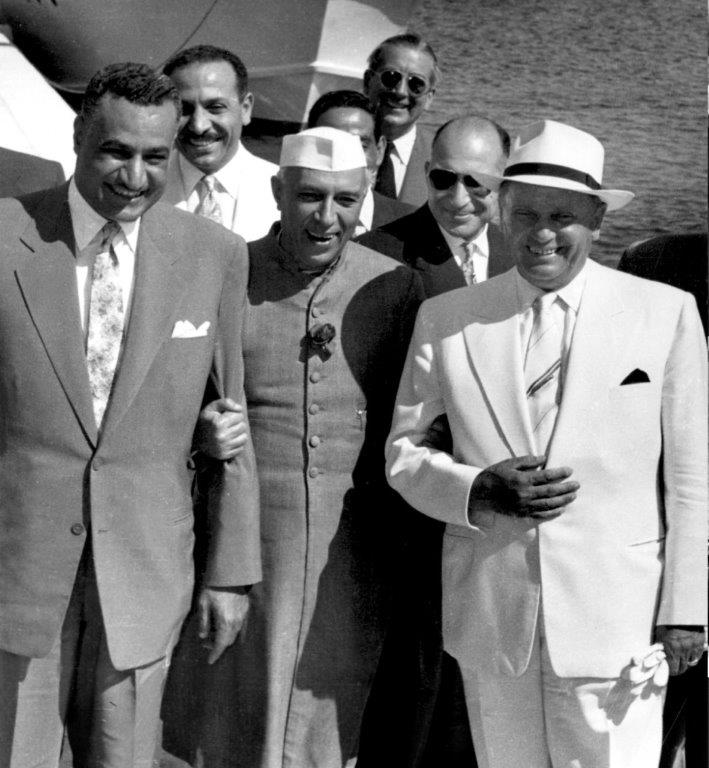
ブリオーニ会議中の非同盟運動の先駆者であるヨシップ・ブロズ・チトー、ジャワハルラール・ネルー、ガマール・アブドゥル・ナーセル

ユーゴスラビアを自力で解放することに成功したチトーは、国王ペタル2世の帰国とロンドンの亡命政権を否定し、独自にユーゴスラビアの再建を始めた。戦後の政権党となったユーゴスラビア共産党（1952年にユーゴスラビア共産主義者同盟に改称）は、次第に共産主義の盟友であったソビエト連邦との路線対立が拡大し、1948年にはコミンフォルムを追放された。それ以降、セルビアを含むユーゴスラビア連邦は、ソビエト連邦の支配からはずれ、他の東側諸国とは一線を画するようになる。ユーゴスラビアは西側諸国との良好な関係を築き、マーシャル・プランを受け入れる姿勢を取り、ソ連と対立していた。1953年にチトーがユーゴスラビアの大統領となり、ソ連と一線を画した社会主義政策を展開した（自主管理社会主義）。また、非同盟運動を推進し、第三世界の主要国としての地位を確立した。

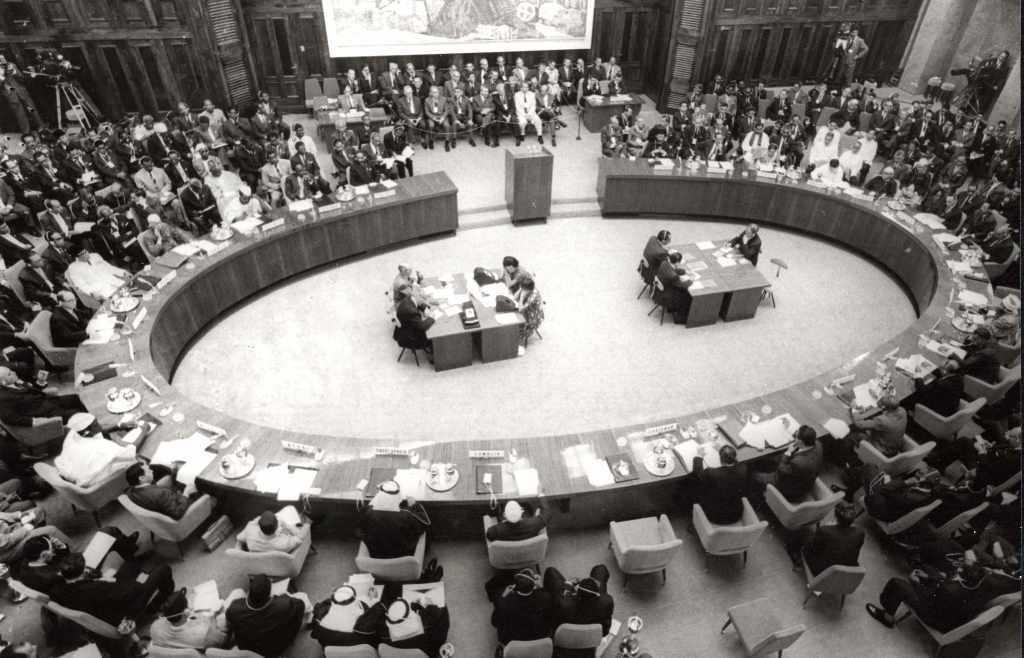
非同盟の原則はユーゴスラビア、そして後にセルビアの外交の中核となった。第1回非同盟運動首脳会議は1961年9月にベオグラードで開催された。

しかし、1980年にチトーが死去すると、セルビア領であるコソボ社会主義自治州がセルビアからの分離を求め、セルビア人との対立が深刻化するなどの民族対立や、地域の経済格差が顕在化した。セルビア人たちは、ユーゴスラビア連邦の枠内で自民族の権利が不当に低く扱われていると不満を募らせ、他方でスロベニアやクロアチアでは公然とユーゴスラビアからの分離を求める勢力が伸張した。1991年にはクロアチア、スロベニア、マケドニア共和国がユーゴスラビアから独立、1992年にボスニア・ヘルツェゴビナが独立した。残されたユーゴスラビア連邦はセルビア大統領のスロボダン・ミロシェヴィッチが事実上支配下に置き、ユーゴスラビアはセルビア人の国家とみなされるようになった。

### ユーゴスラビア連邦共和国時代

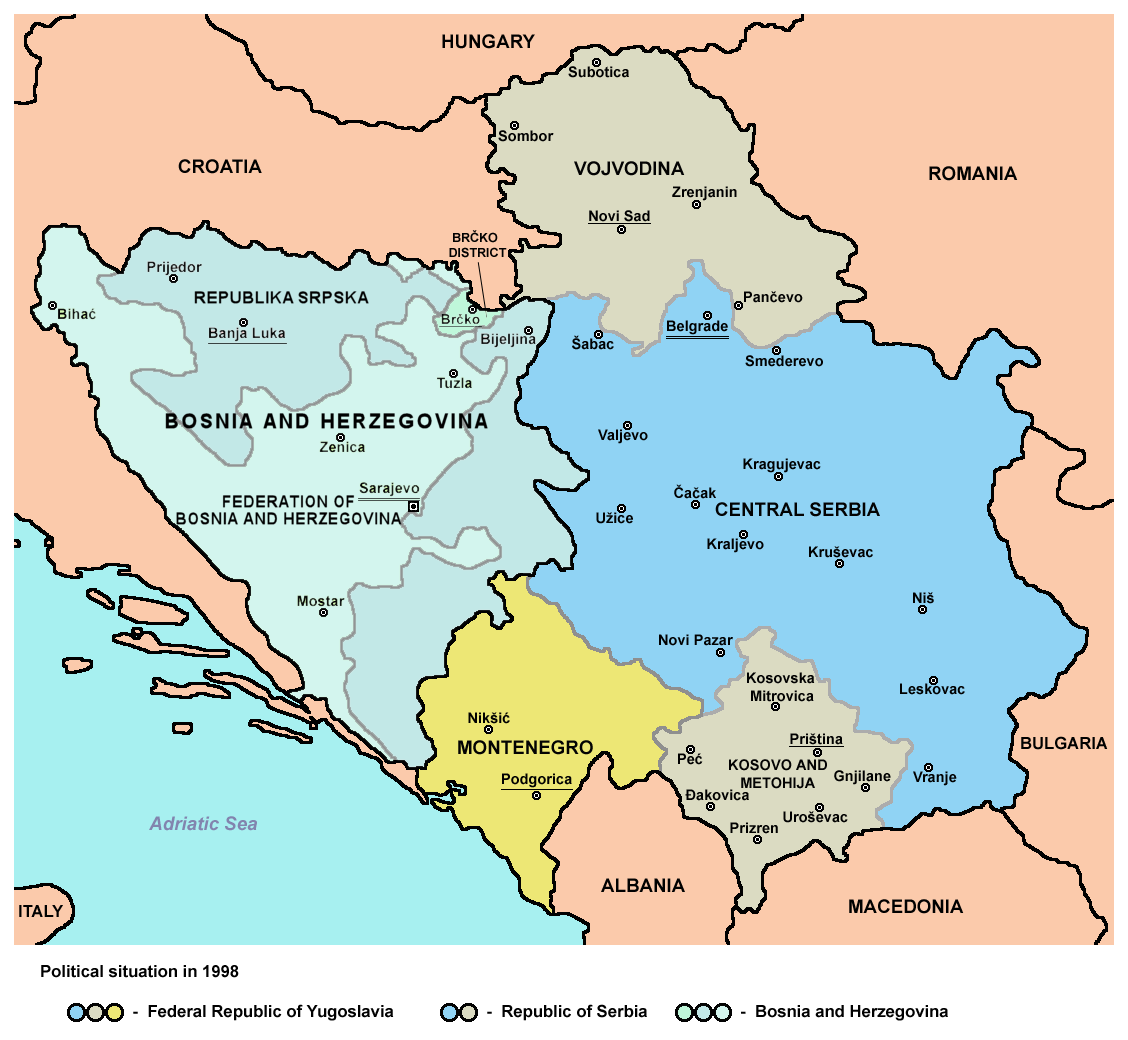
ユーゴスラビア連邦共和国とボスニア・ヘルツェゴビナ（1998年）

ユーゴスラビア連邦に残っていたセルビア共和国とモンテネグロ共和国の2つの共和国は、公式に社会主義体制を放棄した新しい連邦「ユーゴスラビア連邦共和国」を形成した。ユーゴスラビアは経済制裁下に置かれ、大きな経済的打撃を受けた。ユーゴスラビアは、ユーゴスラビア解体に伴って発生したクロアチア紛争、ボスニア・ヘルツェゴビナ紛争への公式な関与は中止しており、セルビアは平和を保っていたものの経済制裁が続いて経済は疲弊した。政権内外の民族主義者は民兵組織を作るなどして紛争への関与を続けた。
1995年に両紛争は終戦を迎えたものの、1996年ごろからコソボで大アルバニアを掲げるアルバニア人の民族主義勢力コソボ解放軍が、コソボの独立を求めての武力闘争を始めた。コソボ解放軍により同地方に在住するセルビア人が迫害されたため、セルビアはコソボ解放軍をテロリストと見なし弾圧した。これによってコソボ紛争が引き起こされ、1999年の北大西洋条約機構による爆撃に至った。これにより首都のベオグラードがアメリカ軍を主体とする北大西洋条約機構軍による激しい爆撃に晒された。1999年以降、セルビア領のコソボ・メトヒヤ自治州からはセルビアの統治権が排除され、国際的な監視下に置かれることになった。

クリントン大統領がセルビアのスロボダン・ミロシェビッチ大統領と会談

ユーゴスラビア崩壊以降の欧米の制裁による経済的苦境や、各種の紛争での敗北により、セルビアで強権を握っていたスロボダン・ミロシェヴィッチに対する不満が高まり、ミロシェヴィッチは2000年に失脚した（ブルドーザー革命）。
セルビアとともにユーゴスラビア連邦を構成していたモンテネグロでも1997年ごろからミロ・ジュカノヴィッチを中心に独立要求が強まったため、EUの仲介により2003年にはユーゴスラビア連邦は、より緩やかな国家連合であるセルビア・モンテネグロに移行した。人口比で大幅にセルビアを下回るモンテネグロの政治的権限を大幅に拡大し、3年後の2006年以降再びモンテネグロの独立を問う事が出来る事を条件にして緩やかな連合国家に変更された。

### 独立以降

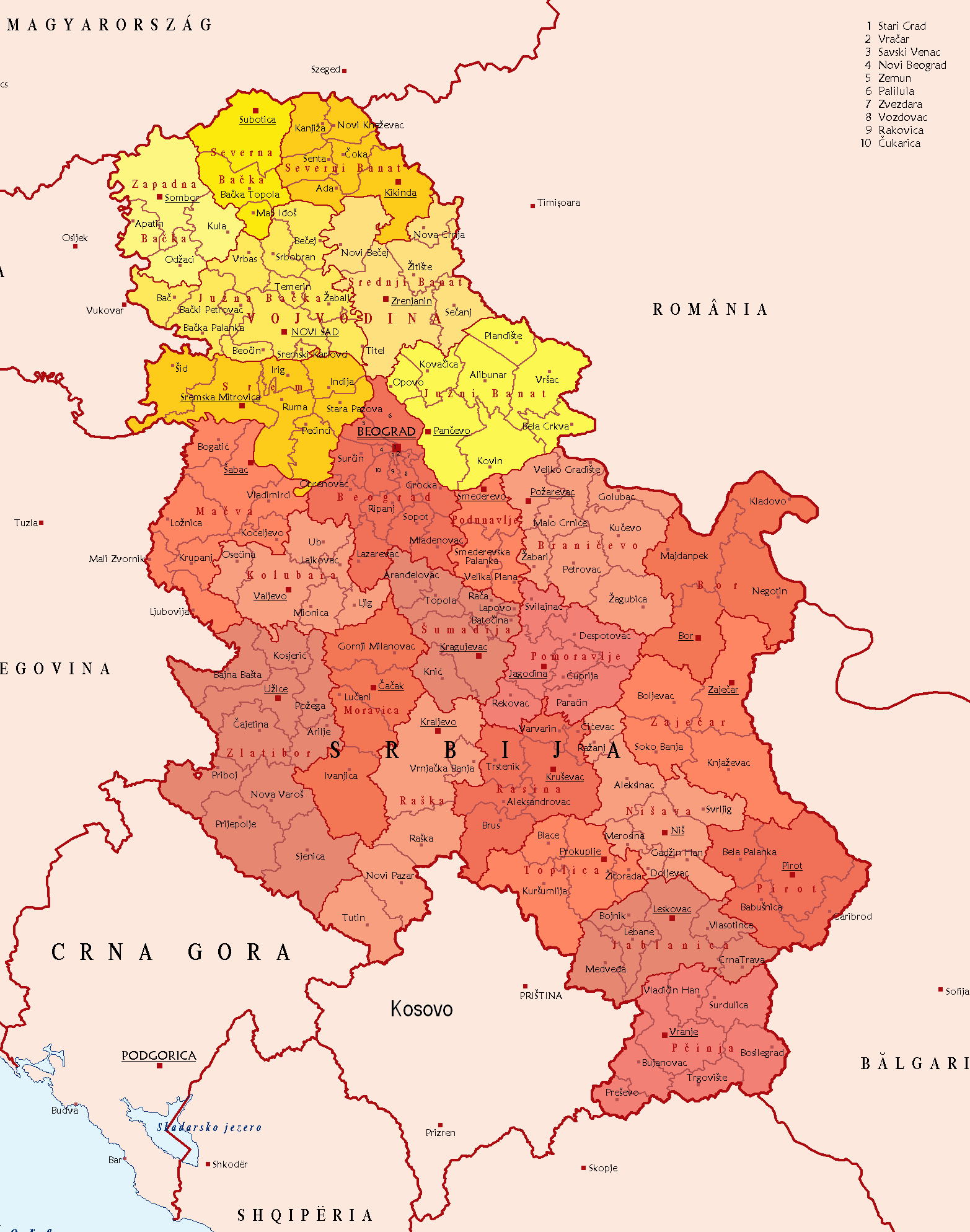
コソボ離脱後のセルビア

2006年5月21日にモンテネグロは独立についての住民投票を実施し、賛成55.5%でモンテネグロ共和国の独立が決定した。これによって、モンテネグロは2006年6月3日（現地時間）に独立を宣言し、1918年のセルビアとの併合以来、88年ぶりに独立を回復することとなった。モンテネグロの独立によって、第2次世界大戦後にスロベニア、クロアチア、ボスニア・ヘルツェゴビナ、セルビア、モンテネグロ、北マケドニアの6共和国で誕生したユーゴスラビア連邦は完全に解体した。2006年6月5日、セルビア議会はセルビアがセルビア・モンテネグロの継承国家である事を宣言して、モンテネグロの独立を追認した。→ウィキニュース
2008年2月17日にはセルビアの自治州でありながらセルビアの主権が及んでいない（その地位があいまいであった）コソボが独立を宣言した。セルビアはコソボを自国の不可分の領土であるとして、コソボの独立を認めていない。セルビアの同意のないまま、国際的監視下にあるコソボが一方的に独立することに対する国際法上の懸念などにより、コソボの独立に明確に反対の意思を表明する国も多く、コソボの独立を承認している国連加盟国は2013年の時点では100カ国程度に留まっている。日本は、コソボの独立を2008年3月18日に承認し、2009年2月25日に正式な外交部署を発足させた。

セルビア共和国は欧州連合加盟の正式候補の一つ

2009年12月22日、欧州連合に加盟を申請した。EUからはコソボとの関係改善が加盟条件とされたため、共にEU加盟を目指すセルビアとコソボは関係改善を模索していた。2013年4月19日、セルビアとコソボは改善に向けた合意に達したが、2021年現在もなおセルビアとコソボは厳しい対立状況にあり、加盟交渉は継続中である。

### SARS-CoV-2の感染拡大
2020年3月、欧州に拡大し始めた2019新型コロナウイルスの影響はセルビアにも及び始めた。同年3月15日、セルビア政府は非常事態宣言を発令。宣言は、3月20日からセルビアの全陸上国境の封鎖による入国禁止（ただし貨物は除く）、学校の閉鎖、自宅勤務の推奨、公共交通機関の運行を停止するなどの内容となった。次いで、 3月22日からは夜間外出禁止、高齢者については生活必需品購入時を除く終日外出禁止措置を行った。2021年2月4日現在の感染者数は402700人（死者4085人）。

## 政治

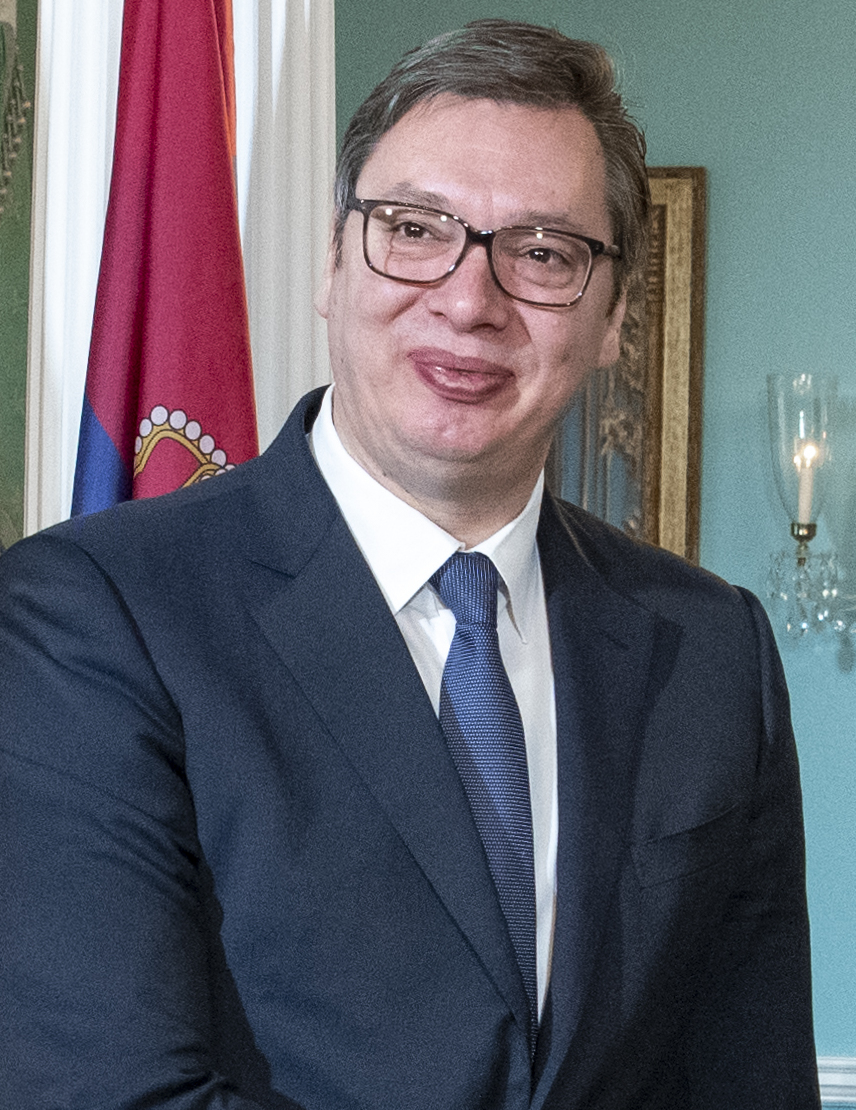
アレクサンダル・ヴチッチ大統領

セルビアは共和制、議院内閣制を採用する立憲国家である。現行憲法は2006年11月に発布されたものである。事実上、セルビアから分離状態にあるコソボは2008年2月に独立を宣言し、一部の国々と独自の外交関係を持っているものの、セルビア共和国憲法ではコソボを「セルビアの不可分の地方」としている。

### 大統領
国家元首である大統領は国民の直接選挙で選出され、任期は5年。3選禁止。元首としてセルビア共和国を代表し、形式的に国軍の最高司令官を務め、国民議会の解散や非常事態発令を行う。また、国民議会が可決した法案を差し戻し、再審議させる権利もあるが、国民議会が再度法案を可決した場合は、大統領の認可がなくとも法律として制定される。

### 行政府
実際の政治は行政府たる内閣が率いる。国民議会により選出された首相が組閣を行うが、国民議会による承認が必要。

### 立法府

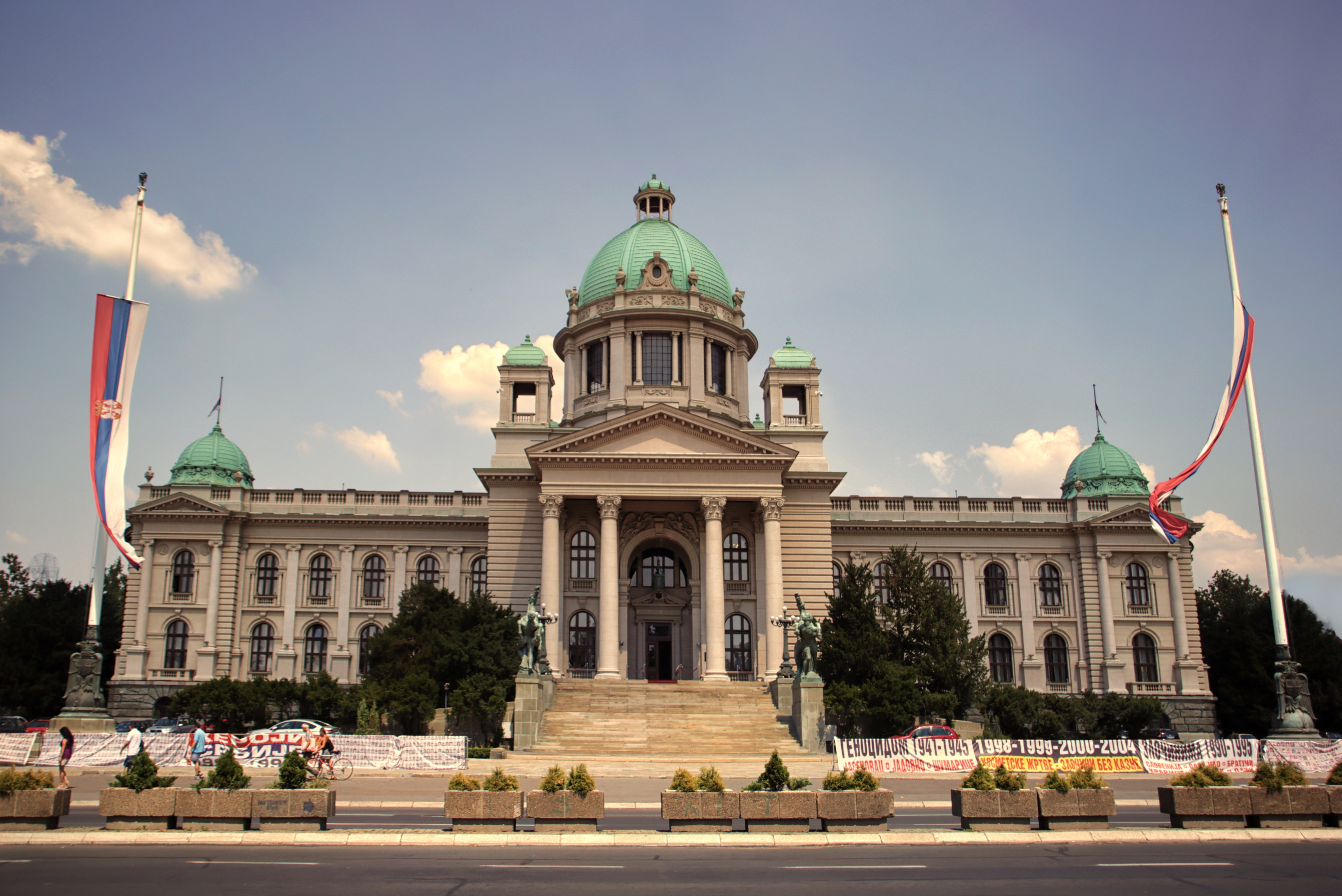
国民議会 (セルビア)

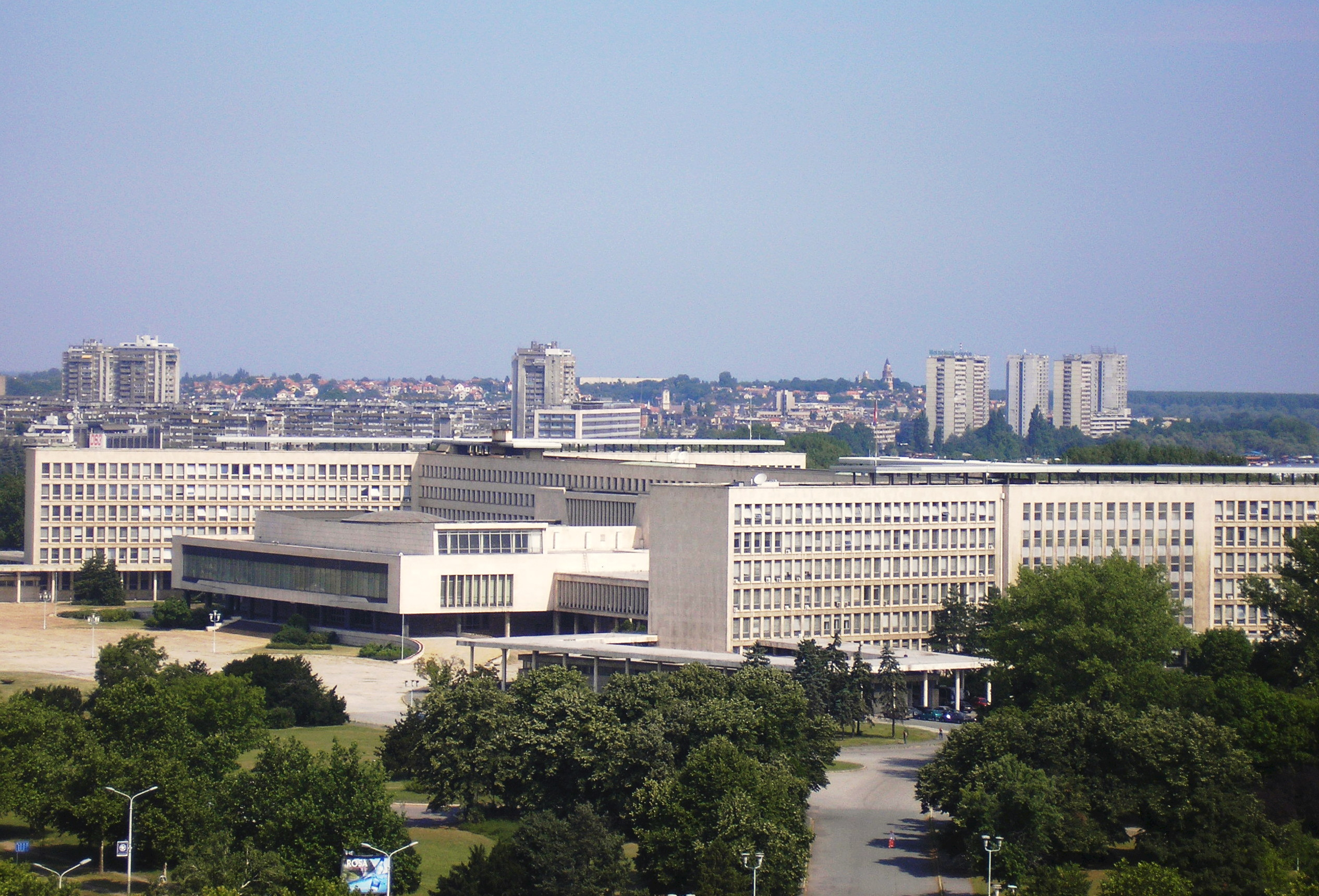
セルビア宮殿

立法府は一院制の国民議会で、定数は250議席。比例代表制によって選出され、任期は4年。

### 政党
複数政党制が機能している。主な政党には民族主義を掲げるセルビア急進党（SRS）、セルビア急進党から分離したより穏健な民族派のセルビア進歩党（SNS）、中道右派のセルビア新民主党（NDSS、旧セルビア民主党）、親欧州だがコソボ独立反対の中道左派民主党（DS）、中道右派のG17プラス、親欧州でコソボ独立も容認する自由民主党（LDP）（民主党から分裂）、スロボダン・ミロシェヴィッチ政権下の与党であったセルビア社会党（SPS）などが存在する。
セルビア独立後、ミロシェヴィッチ率いるセルビア社会党が多数派を占めたが、ミロシェヴィッチ政権の崩壊後、セルビア民主党を中心として政権が樹立された。その後、コソボ独立問題などで両党の対立が深刻化した。2008年5月の総選挙の後、民主党やG17プラスなどに、かつての仇敵であったセルビア社会党を加えた連立政権が発足した。セルビア社会党が政権の座につくのは、2000年のミロシェヴィッチ政権崩壊以来のことであった。

### 司法府
最高司法機関は最高破毀裁判所であり、長官は高等司法評議会の提案を受けて議会により選出される。任期は5年で再任はできない。下級裁判所の裁判官の任期は終身とされるが、最初の任官時の任期は3年である。高等司法評議会の提案により議会により選出される。法律等の合憲性を審査する裁判所として憲法裁判所が設置されている。

## 国際関係

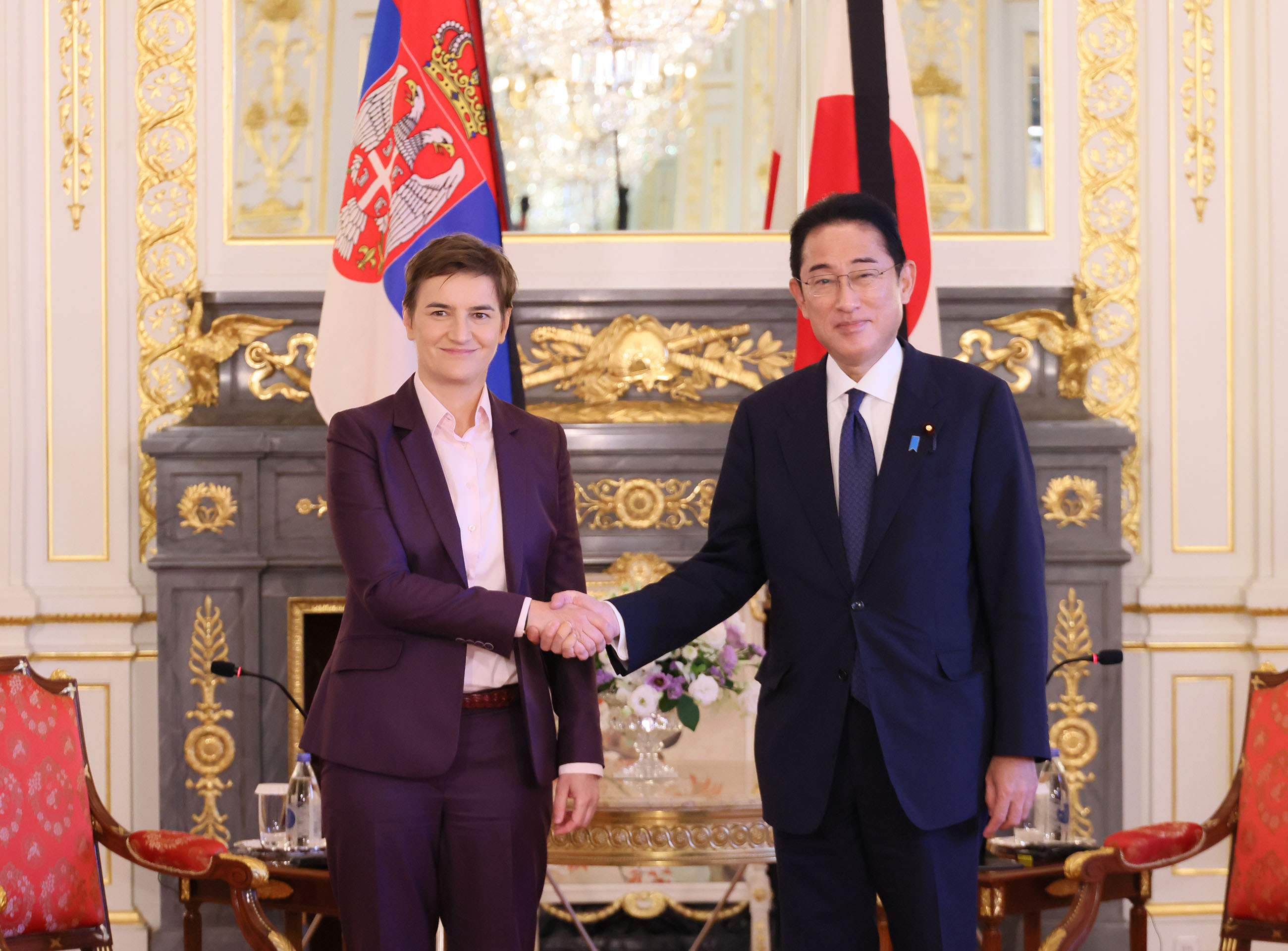
セルビア共和国アナ・ブルナビッチ首相と日本の岸田文雄首相、2022年9月28日、東京

日本との関係
クロアチアとの関係
ロシアとの関係
同じスラブ系民族であるロシアは伝統的な友好国であり、欧州の中で最も緊密な関係にある。EUと加盟交渉を進めているにもかかわらず、ウクライナ侵攻をめぐる対ロシア制裁の発動を拒み、ロシアからの天然ガスの輸入を続けている。2024年2月にはロシアから対ドローンシステムや戦闘車両の購入に踏み切った。
民間レベルでも親露感情が強く、オープン・ソサエティー財団が2022年に実施した調査で、ロシアがウクライナの領土から撤収すれば紛争は解決すると考える人の割合はセルビアでは12%だった。日米欧では60%前後、中立的なスタンスのトルコやインドでさえ40〜50%台だったのに比べるとロシア寄りの姿勢が際立つ。
一方で国としてはロシアのウクライナ侵攻を支持しておらず、ワグネルがセルビア国内で勧誘を行った際は非難の声が起こった。

中国との関係
「一帯一路」で欧州の玄関口に位置し、中国が鉄道や橋などのインフラ投資を重ねてきた。ビザ（査証）の相互免除協定や自由貿易協定（FTA）をそれぞれ結ぶなど、友好的な関係にある。1999年にコソボ紛争でNATOに空爆された際、中国大使館が米軍に誤爆され、多数の死傷者を出した経緯から、反米・反NATO感情を共有している。
2023年に開催された一帯一路首脳会議では、欧州のほとんどが首脳級の参加を見送るなか、ブチッチ大統領とハンガリーのオルバン首相だけが北京に足を運んだ。
2024年に習近平総書記（国家主席）がセルビアを訪問した際は、街中に中国国旗や歓迎する言葉が中国語で掲げられ、ブチッチ大統領も歓迎スピーチで「台湾は中国」と発言するなど、欧州における最大の理解者となっている。

## 地理

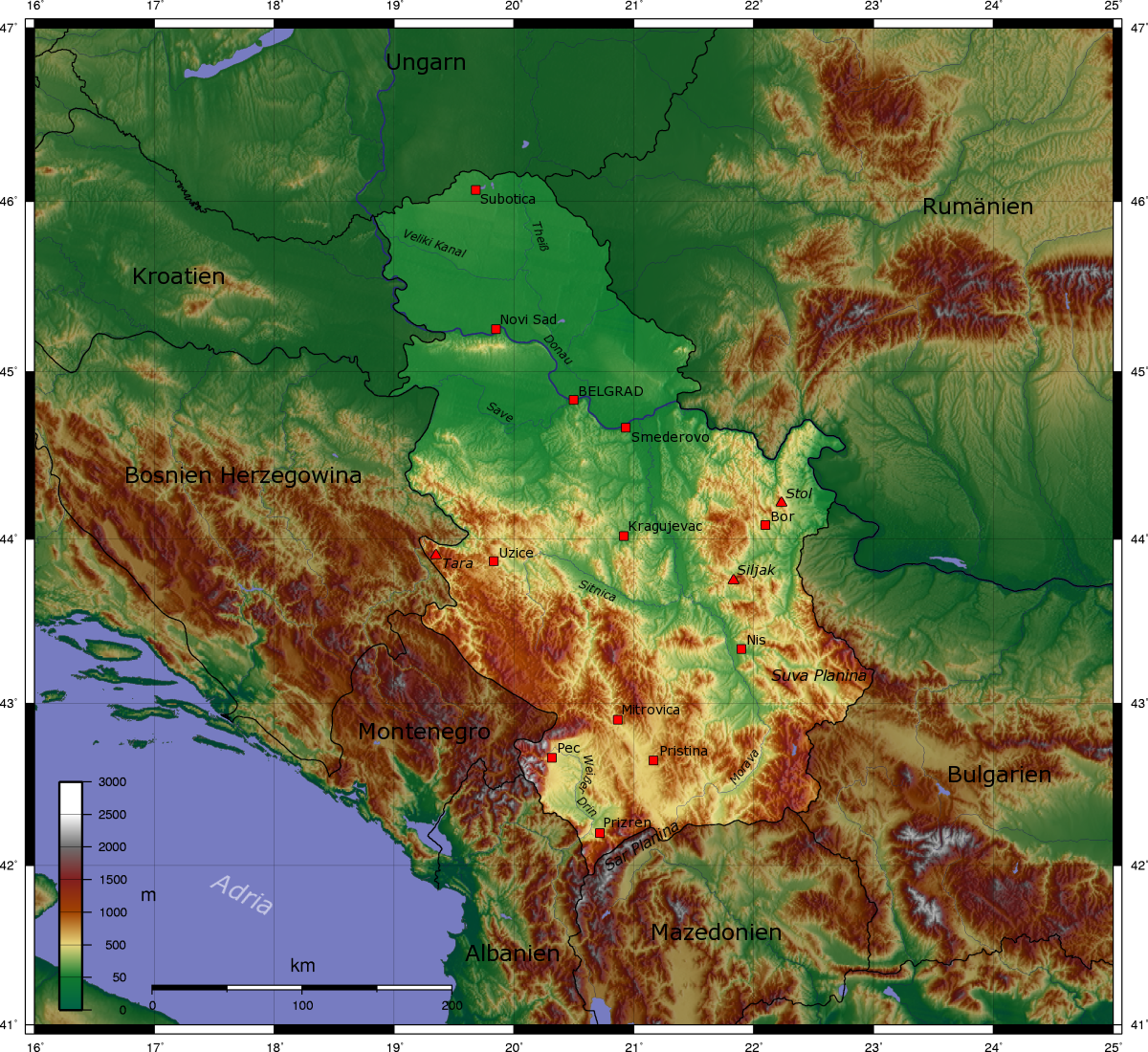
地形図

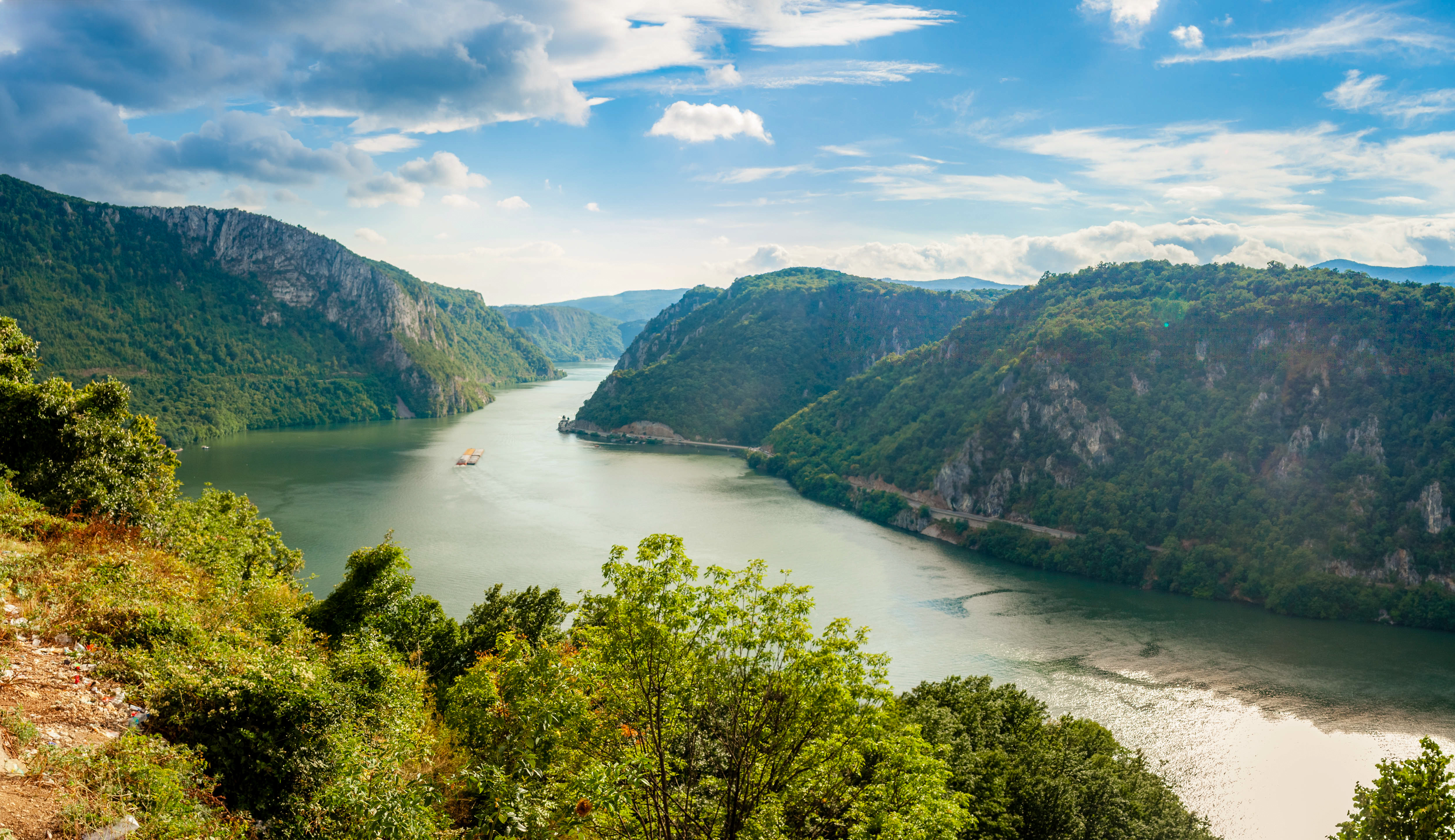
鉄門 (ドナウ川)

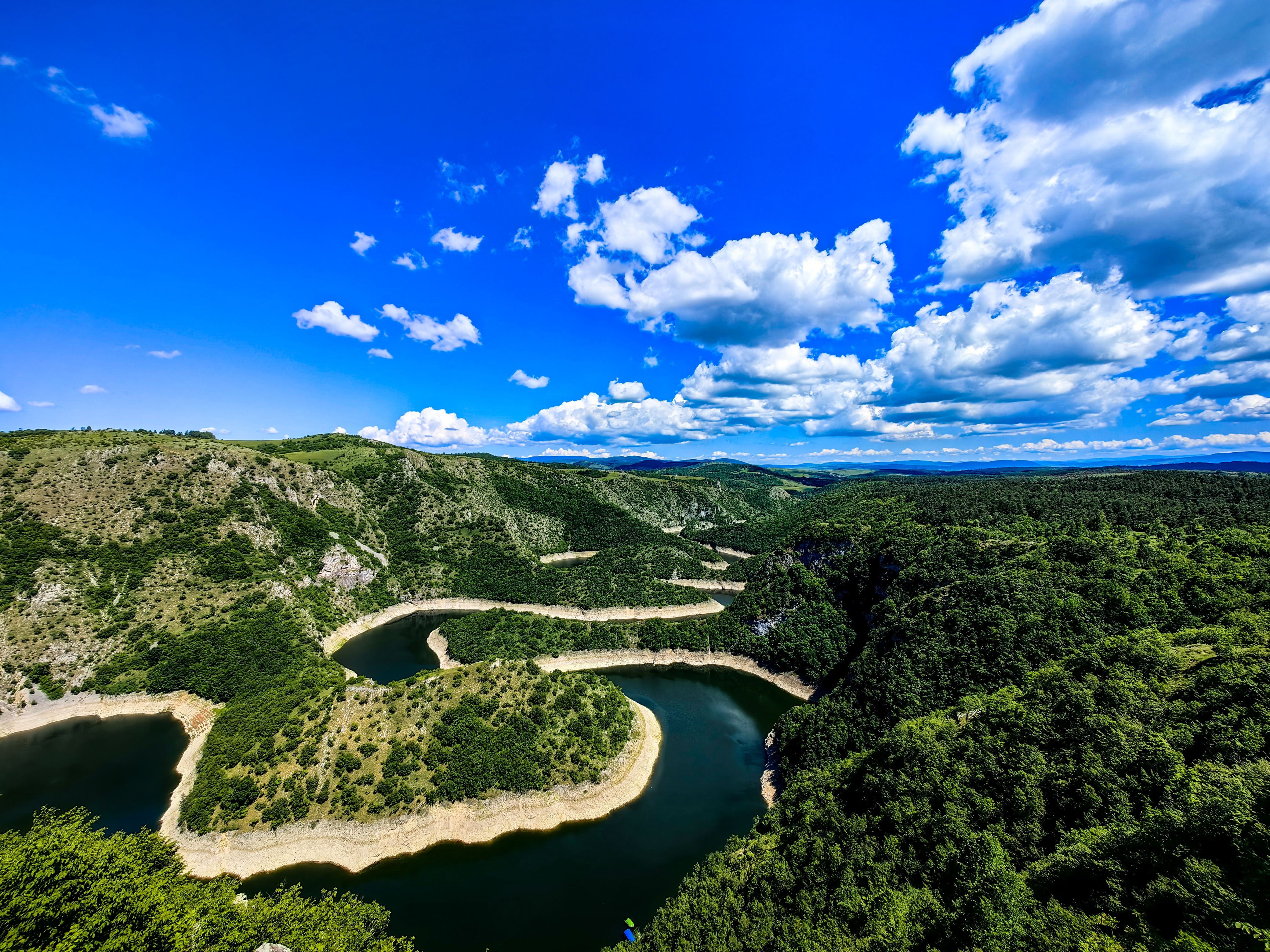
ウヴァック川渓谷

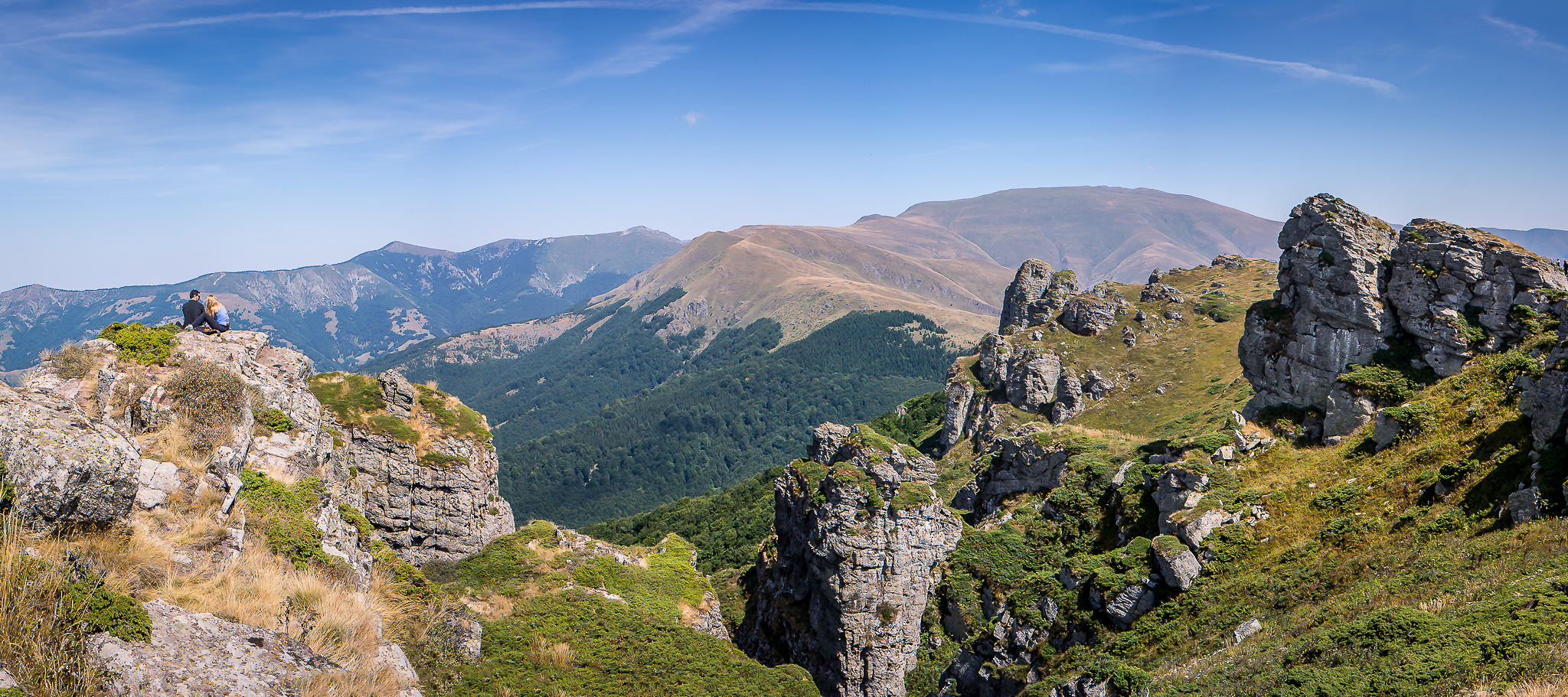
セルビアのバルカン山脈

欧州南東部のバルカン半島に位置し、北海道と同程度の面積を有する内陸国である。北半分はカルパチア盆地の平野で、南部は山地になる。西側でモンテネグロ・ボスニア・ヘルツェゴビナ、南西部でコソボに接し、コソボを通じてアルバニアと接している。南部国境でマケドニア共和国、南東部でブルガリア、東部でルーマニア、北部でハンガリー、北西部でクロアチアと接している。
1945年の社会主義政権誕生の後、ユーゴスラビア共産党主導で新しい行政区画が定められた。ユーゴスラビア社会主義連邦共和国の構成国として、新たなセルビアの国境線が定められた。第一次世界大戦以前のセルビア王国の領土と比べると、モンテネグロやマケドニアがセルビアから分離され海岸線を失った一方で、パンノニア平原南部のヴォイヴォディナを領有している。海への出口となるアドリア海の港湾はモンテネグロ領であり、セルビア・モンテネグロ時代までは形式上は同じ国の一部であったが、モンテネグロの独立によって完全に内陸国となった。
またドナウ川の水上交通を経て黒海へのアクセスも可能である。

### 住民
北部のヴォイヴォディナは第一次大戦後にオーストリア・ハンガリー帝国からセルビア王国が獲得した領土でありハンガリー系やスロバキア系などセルビア系以外の住民が多い（特に北端の3自治体ではハンガリー人が多数派となっている）。また、モンテネグロ国境近くには、イスラム教徒（ボシュニャク人）が多数派を占めるサンジャクがあるが、ヴォイヴォディナ等とは異なりひとつの行政区にまとめられたり自治権を持ったりはしていない。セルビアが自国領と主張しているコソボではアルバニア人の方が多数である。
クロアチアやボスニア・ヘルツェゴビナとの国境では、クロアチアやボスニアの方にセルビア人が多く住んでいたが、クロアチア国内に居住していたセルビア人は1991年から1995年に展開されたクロアチア紛争で難民となり、その多くがセルビアに流入した。ミロシェヴィッチ政権はその一部をセルビア領のコソボに移住させ、コソボでの人口バランスの変化を狙った。コソボのアルバニア人は多産社会で、セルビア人よりも出産率が高いため、コソボのアルバニア人比率は40年ほどの間に劇的に増大していた。

## 地方行政区分
セルビア共和国は31の郡（オクルグ Округ / Okrug）とベオグラードからなる（コソボの7つの郡を含む）。また、北部の7つの郡はヴォイヴォディナ自治州に属している。南部の7つの郡が属するコソボは1999年以降は国連によってセルビアの影響力がほぼ排除され、2008年には独立を宣言したが、セルビア政府はこの独立を認めておらず、コソボは自国領との立場をとっている。
それぞれの郡は幾つかの基礎自治体（オプシュティナ Општина / Opština）に分けられ、これが最小の行政単位である。

## 経済

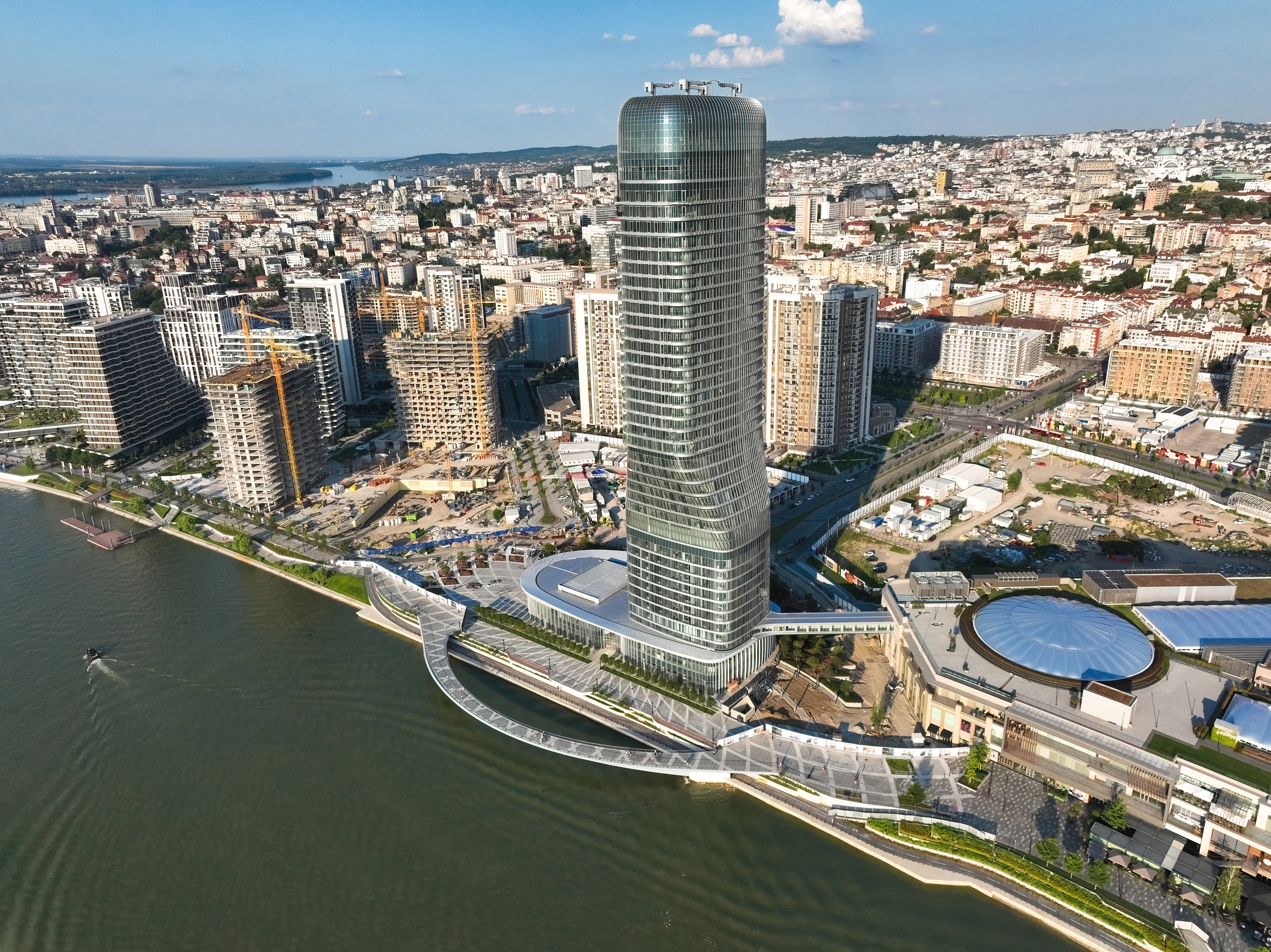
首都ベオグラード

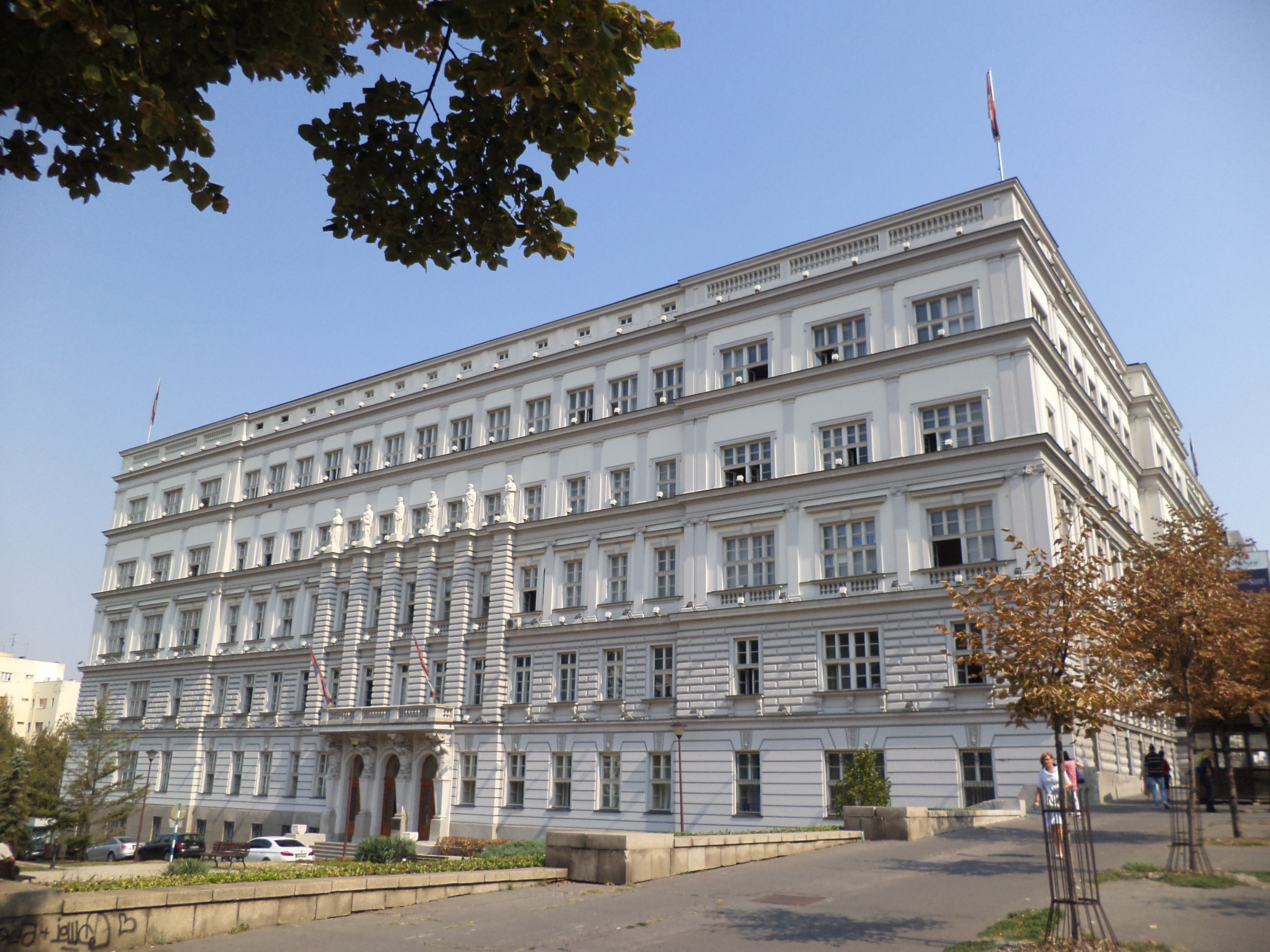
セルビア共和国財務省

セルビアの2018年の国内総生産は、IMFの試算によると約505億ドルである。また、同年の一人当たりのGDPは7,223ドルである。 セルビア及びヴォイヴォディナではセルビア・ディナールが流通している。コソボではコソボ紛争以降セルビアの統治権は排除され、ドイツマルクが流通していた。2002年にドイツマルクの流通が停止されユーロに切り替わってからは、ユーロが流通している。

### 鉱業

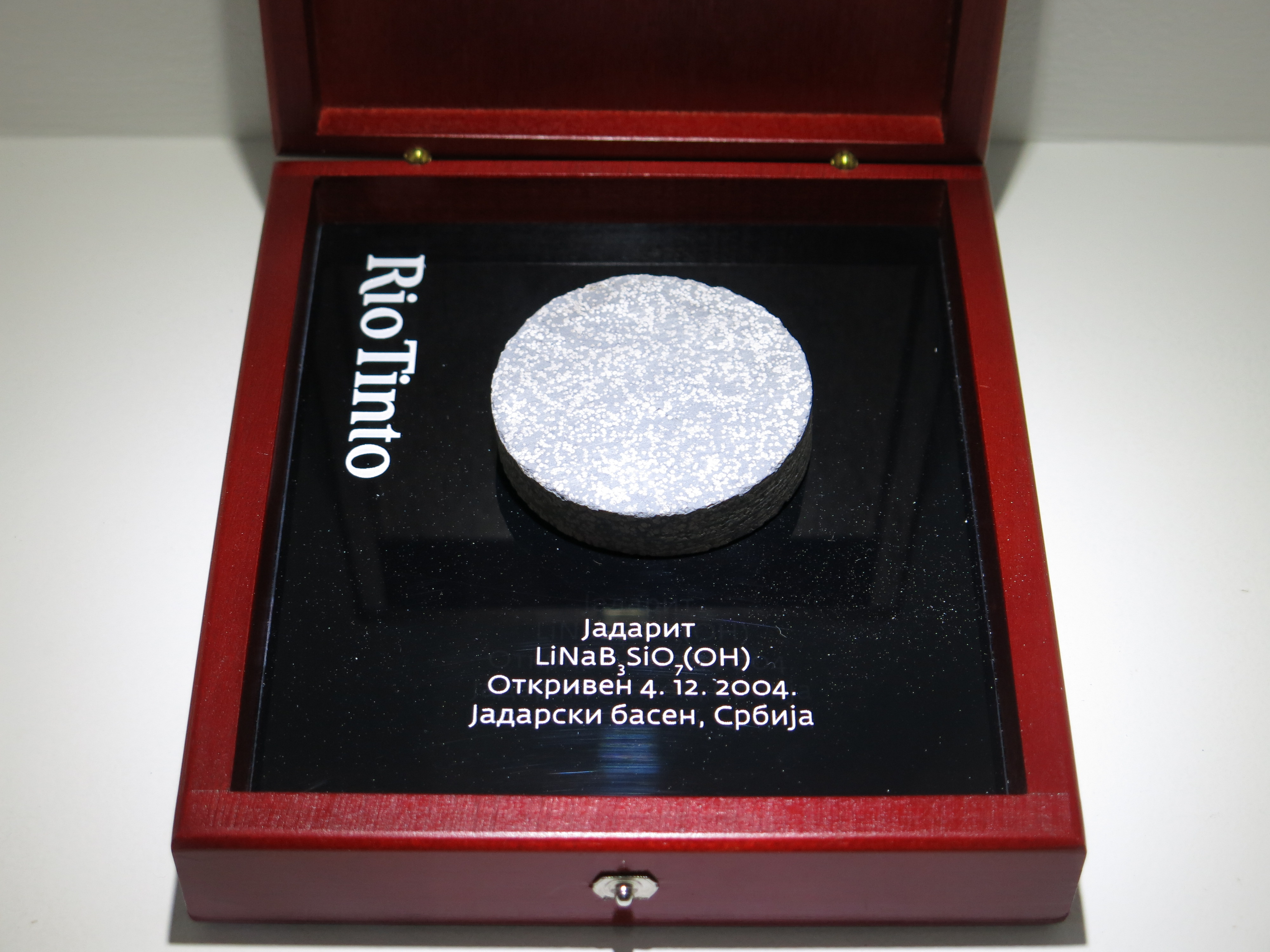
ジャダライト

モンテネグロを含むセルビアの鉱業を特徴付けるのは豊富な有機鉱物資源である。品質は低いが燃料に向く褐炭を大量に産出する。2002年時点の採掘量は、世界シェアの3.8%に達する3450万トン（世界第10位）である。このため、輸入に占める燃料の割合は数%以下であり、総発電量に占める火力発電の比率が64.5%と高い。つまり、エネルギー自給に関してはセルビアには問題が少ない。
品位の高い石炭の採掘量は10万トン、原油は88万トン、天然ガスは28千兆ジュールである。無機鉱物資源は種類が多いものの、採掘量は少ない。亜鉛、金、銀、銅、鉛、アルミニウムの原料となるボーキサイト、マグネシウムを産出する。火力発電に加え、水力発電（総発電量の36.5%）にも適した地形であるため、セルビアは電力に恵まれている。その結果、輸出に占めるアルミニウムの割合は8.4%に達し、最大の輸出品目となっている。

## 交通

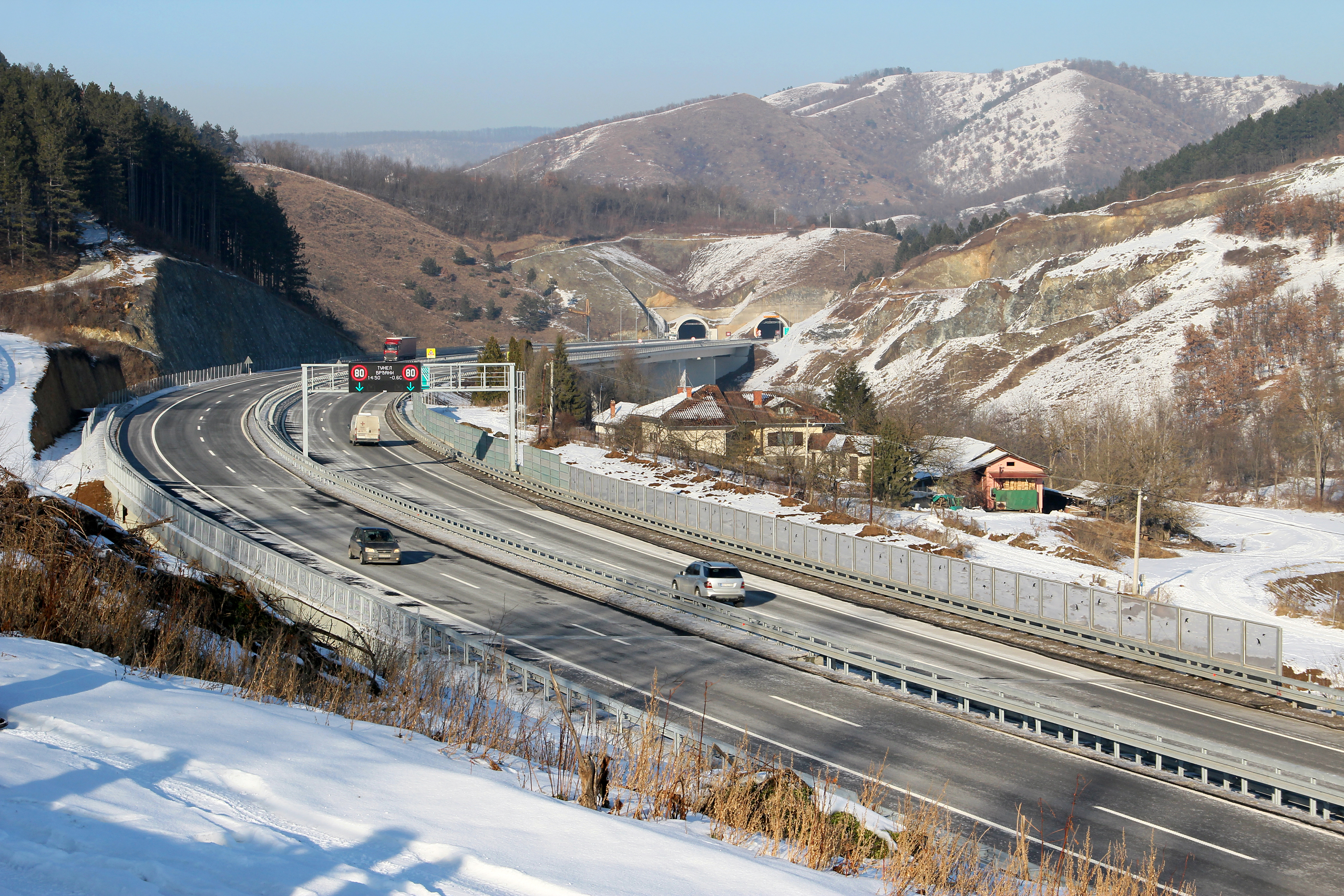
高速道路A2号線

### 鉄道

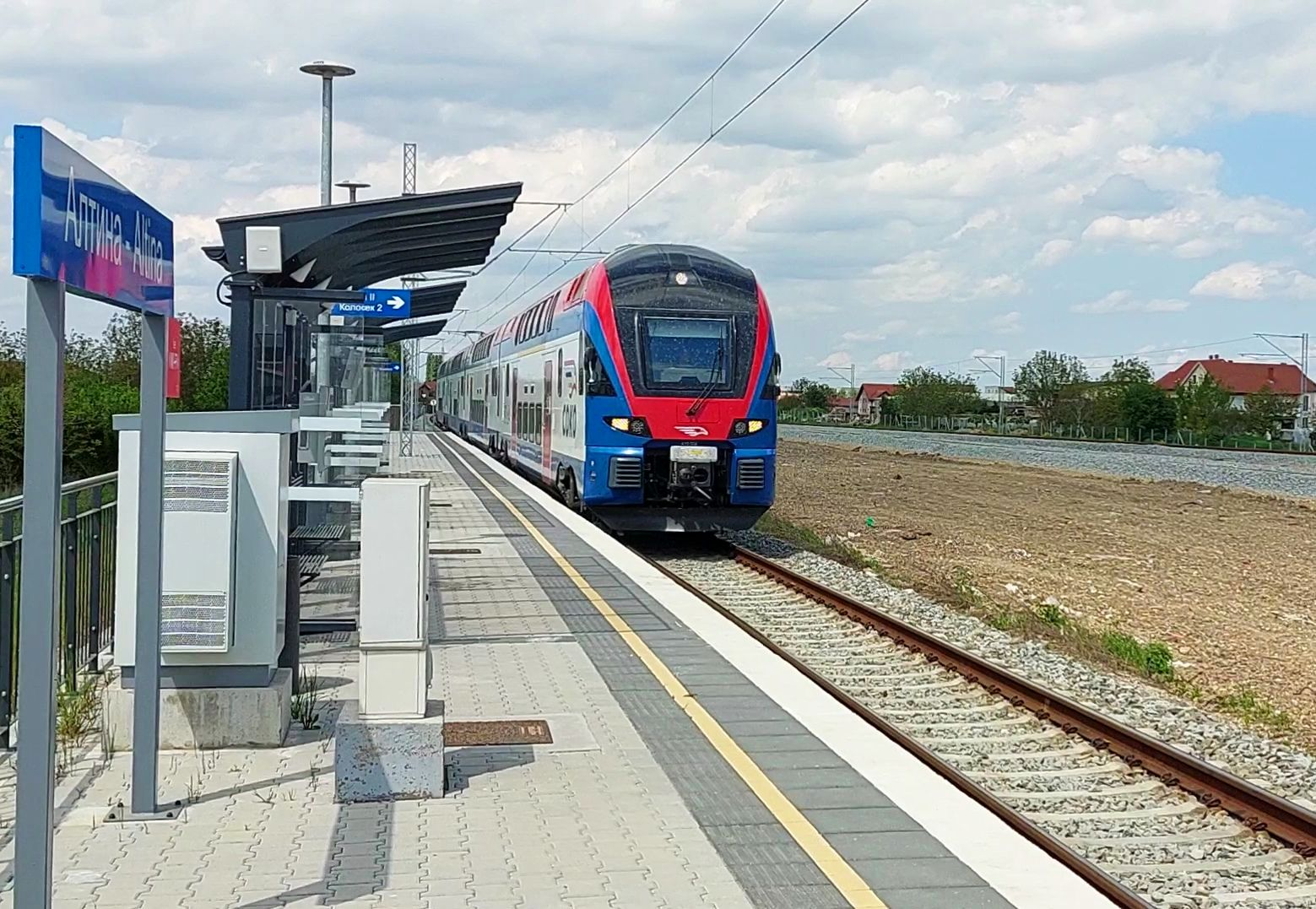
セルビア鉄道 KISS (鉄道車両)

セルビアの鉄道は主にセルビア鉄道によって経営されており、同鉄道事業者は観光用の鉄道や国内輸送から国際輸送まで幅広い分野を担っている。また、首都ベオグラードにおいて計画中のベオグラード地下鉄があり、こちらは資金不足により幾度にわたって建設が遅れている問題点を残しているが、2014年にベオグラード市長がフランスの援助の下で2016年に着工する計画について言及しており、今後の計画の実現が注目されている。

### 航空

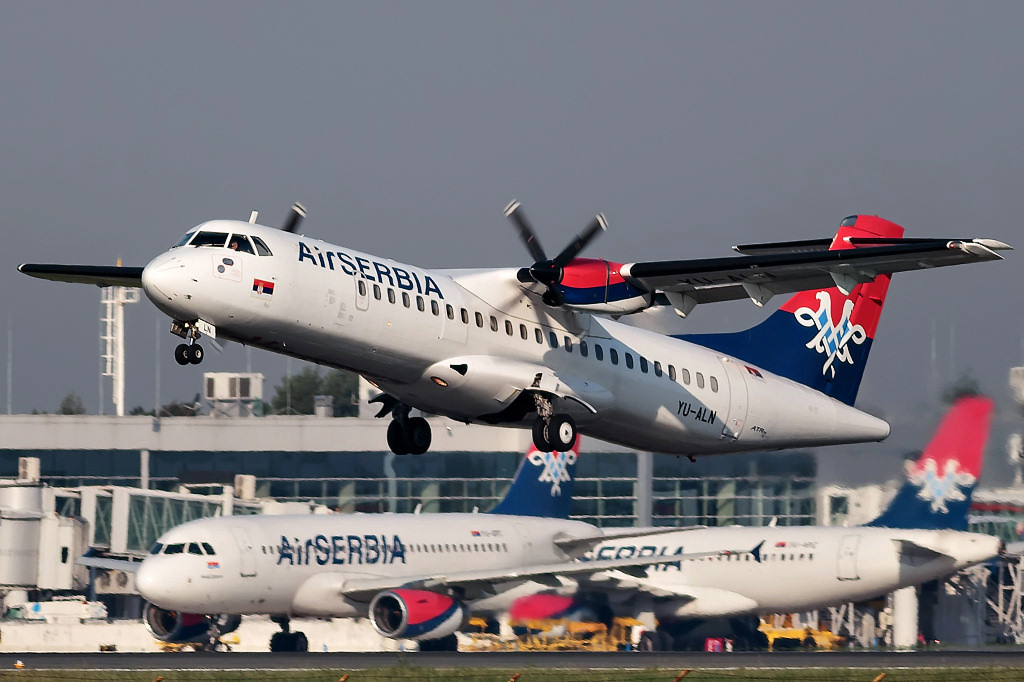
エア・セルビア

## 国民

### 民族
| 民族構成（セルビア） | 民族構成（セルビア） | 民族構成（セルビア） | 民族構成（セルビア） | 民族構成（セルビア） |
| -------------------- | -------------------- | -------------------- | -------------------- | -------------------- |
|                      |                      |                      |                      |                      |
| セルビア人           | セルビア人           |                      | 83%                  | 83%                  |
| マジャル人           | マジャル人           |                      | 4%                   | 4%                   |
| ボシュニャク人       | ボシュニャク人       |                      | 2%                   | 2%                   |
| その他               | その他               |                      | 11%                  | 11%                  |

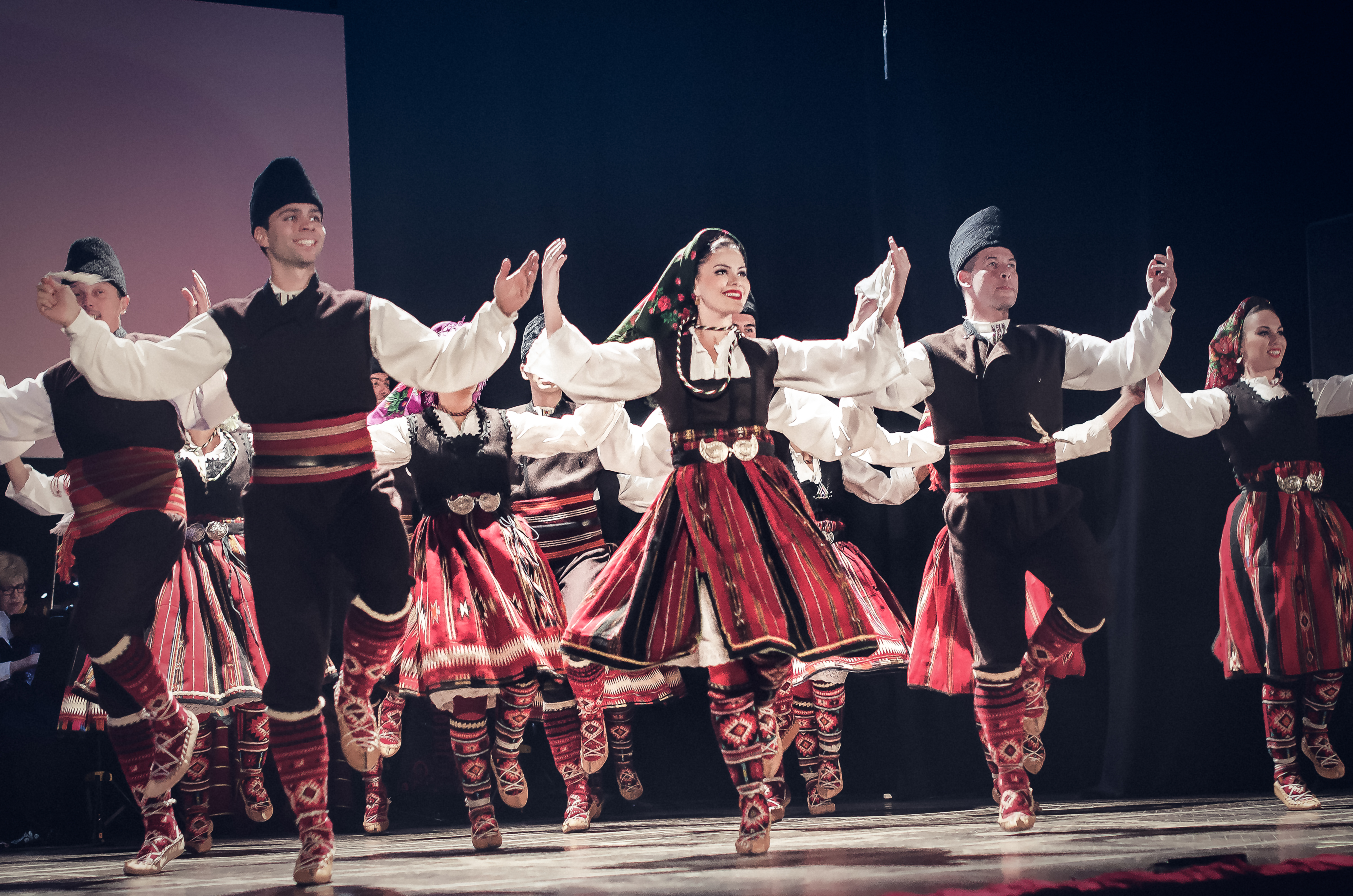
中央セルビア・シュマディヤ地域の民族衣装を纏った男女

2002年に行われた国勢調査によると民族構成は、セルビア人が82.86%、マジャル人が3.91%、ボシュニャク人が1.82%、ロマが1.44%、ユーゴスラビア人（正式に言えば民族ではない）が1.08%、クロアチア人が0.94%、モンテネグロ人が0.92%、アルバニア人が0.82%等となっている。この調査にはコソボの統計は含まれていない。
前回の国勢調査は、ユーゴスラビア紛争直前の1991年であったが、一連のユーゴスラビア紛争の結果旧ユーゴスラビア構成諸国家での民族構成の大きな変化が統計的に明らかになった。セルビアでは、クロアチア、ボスニア・ヘルツェゴビナ、コソボなどからの大量のセルビア人難民が流入したためセルビア国内でセルビア人が占める割合が増大した。一方で、ヴォイヴォディナ地方を中心に住んでいたクロアチア人が大量にセルビアを脱出した。また、ユーゴスラビア解体の動きと連動して自らのエスニック・グループが「ユーゴスラビア人」であると主張する人の割合は少なくなってきている。

### 言語

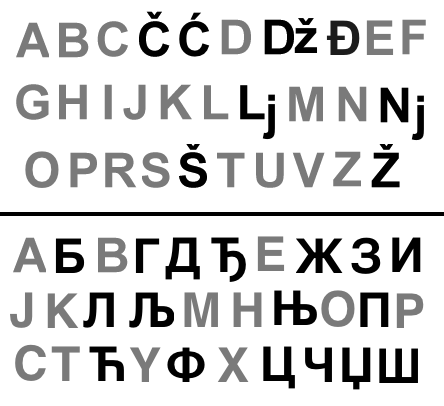
標準的なセルビア語では、キリル文字とラテン文字の両方が使用されている。セルビア語は共時的ダイグラフィアの稀な例である。

セルビア人の言語はセルビア語、クロアチア人はクロアチア語、ボシュニャク人はボスニア語である。セルビア語の表記にはキリル文字が、それ以外の言語ではラテン文字が好まれることを除いて、この3つの言語に大きな差異はなく、かつてはひとまとめにセルビア・クロアチア語とされていた。同じ地域に住み、同じ方言を話していても、セルビア人の話す言語はセルビア語、クロアチア人の話す言語はクロアチア語とみなされる。

### 婚姻
婚姻時、改姓せず夫婦別姓とすることも、配偶者の姓に改姓し夫婦同姓とすることも、複合姓とすることも可能。

### 宗教

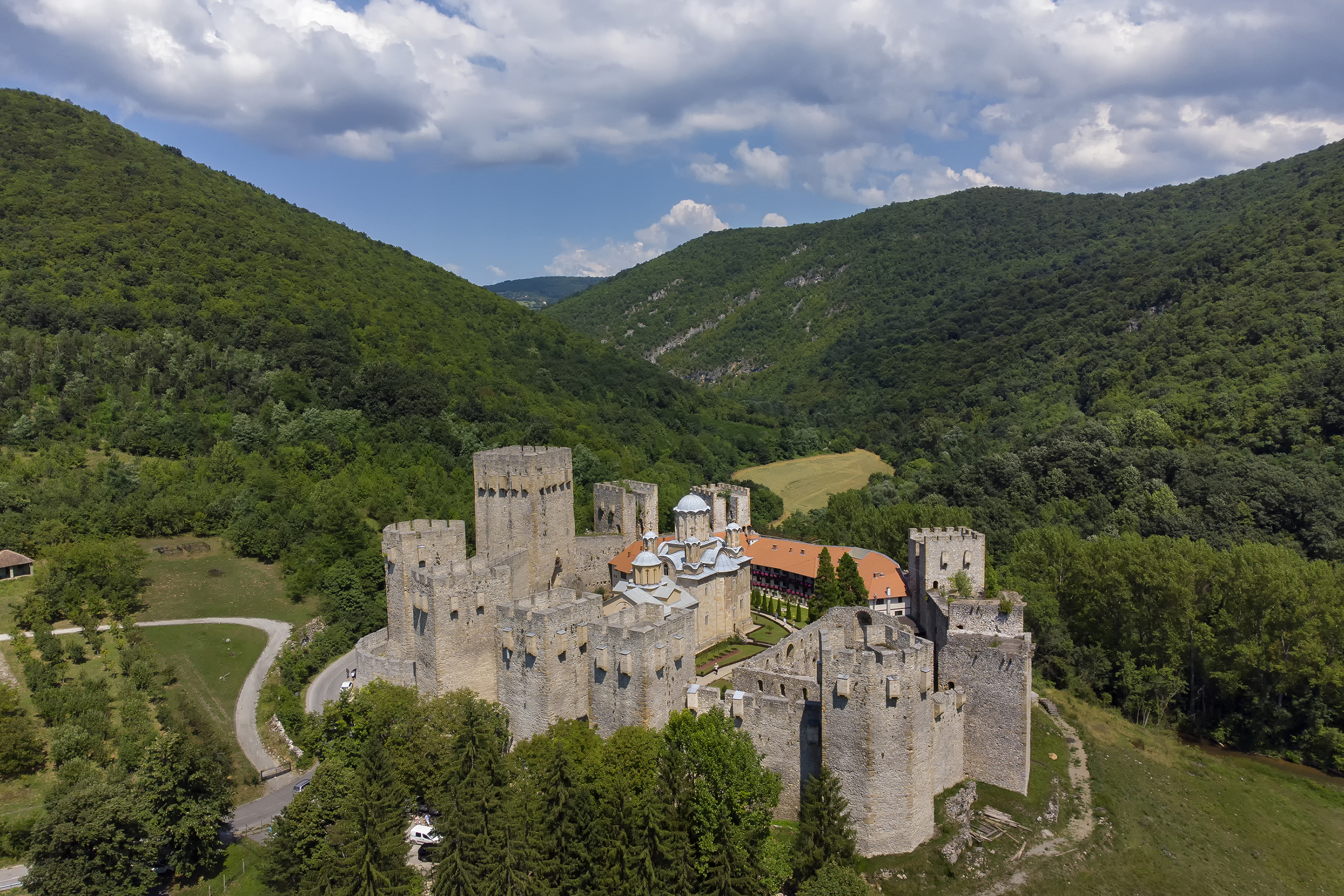
マナシヤ修道院

セルビア人のほとんどは正教会の信者であり、セルビア正教会に属している。また、マジャル人やクロアチア人の多くはカトリック教会、ボシュニャク人やアルバニア人はイスラム教が多い。

### 保健

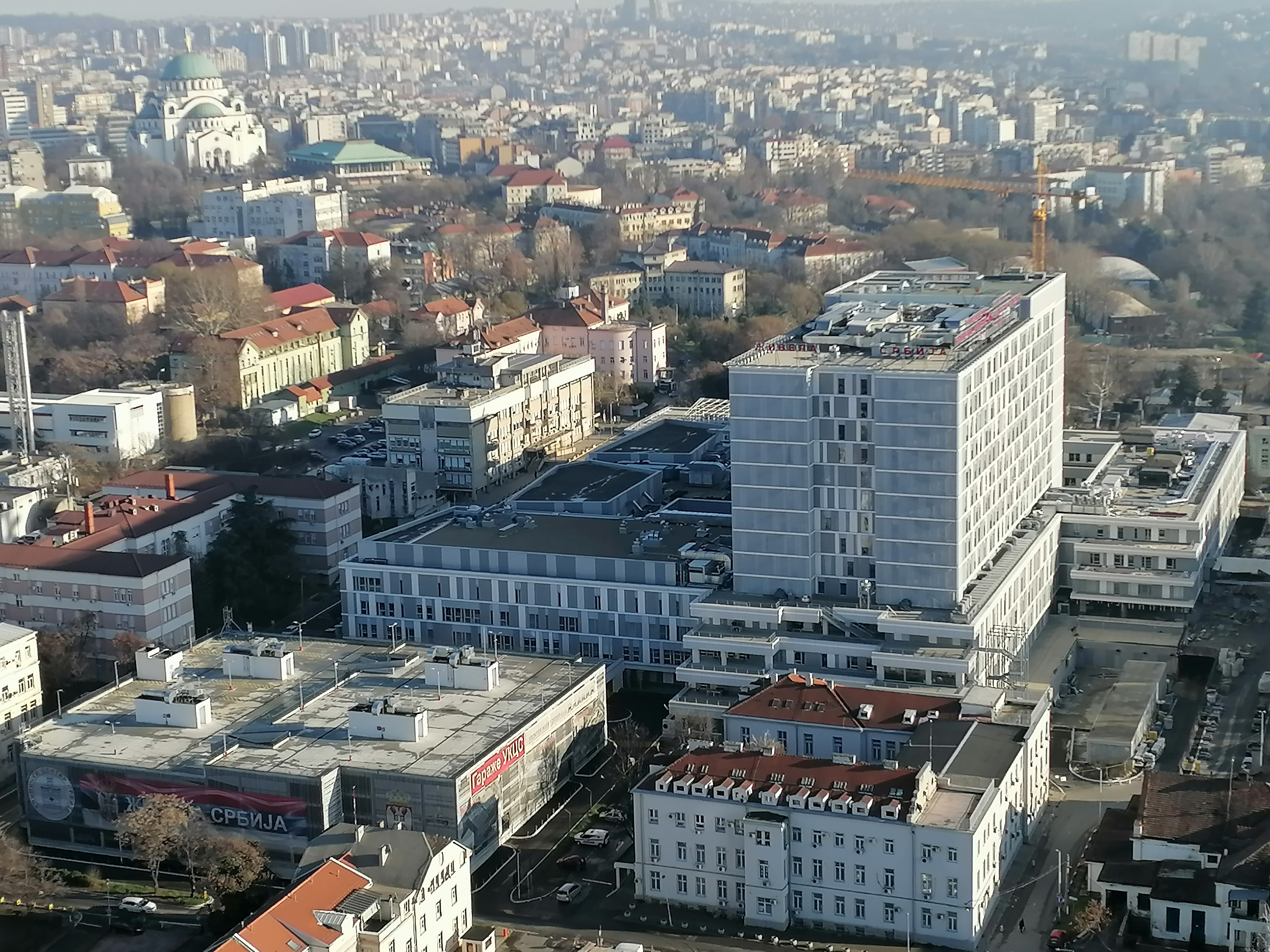
セルビア大学臨床センター

## 治安

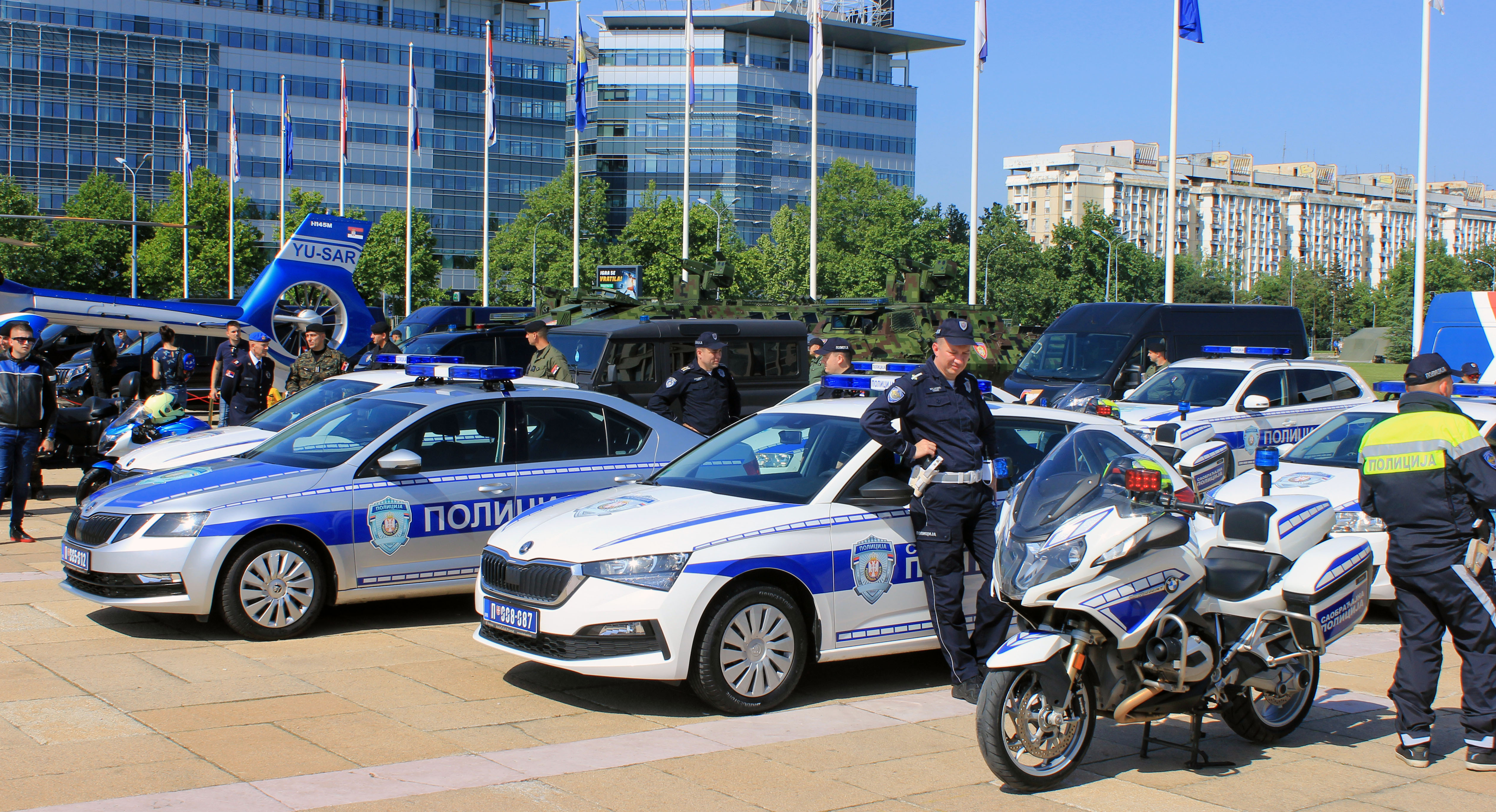
セルビアの警察

首都ベオグラードを中心に、窃盗（スリや置き引き）の犯罪被害が発生しており、日本人が犯罪の被害に遭う事例も報告されている。
特に電車、バスなどの公共交通機関内、観光地（クネズミハイロバ通りやカレメグダン公園）、飲食店、大型ショッピングモール等では被害が多く見られているため、十分な注意が必要である。

## 文化

### 文学

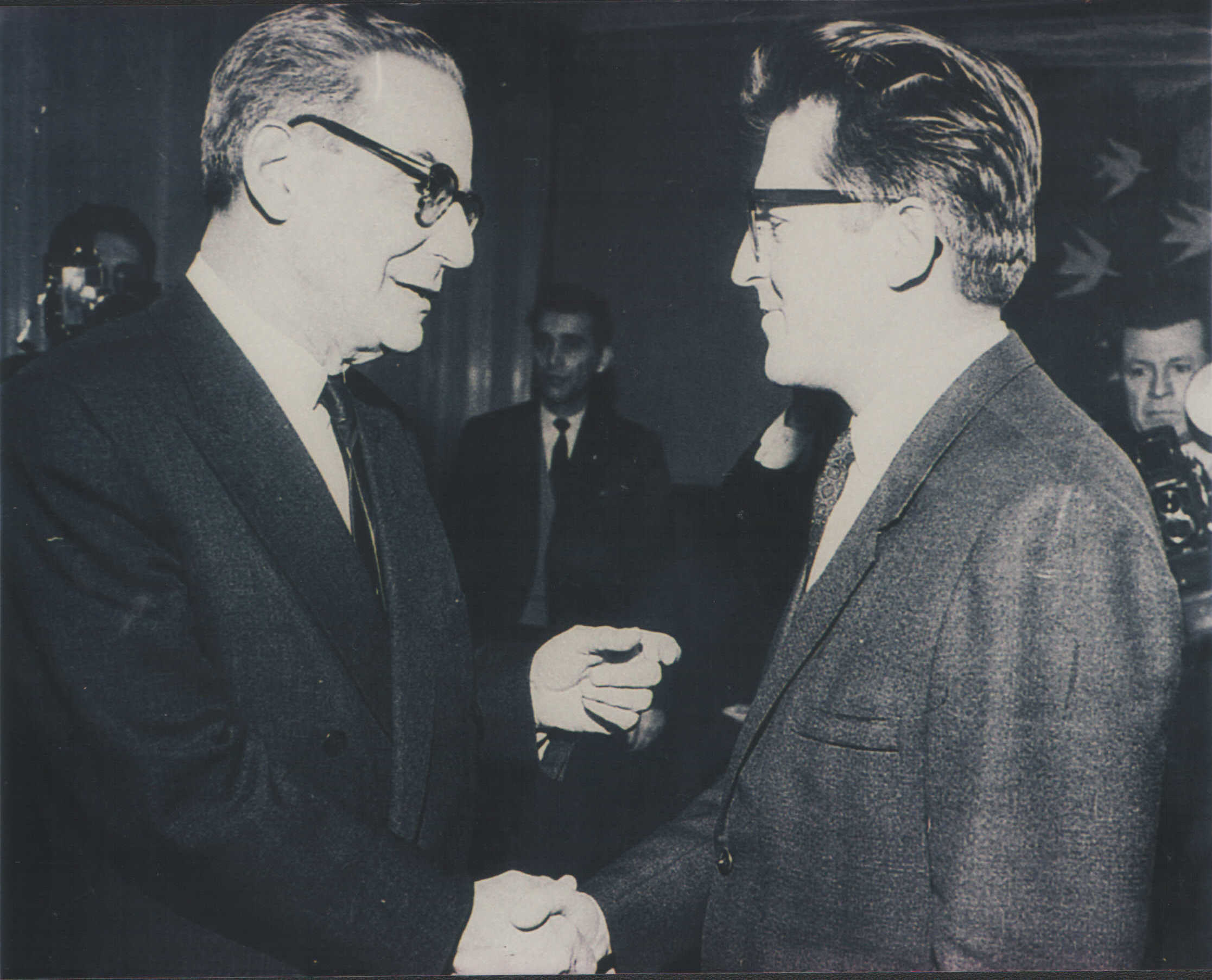
1961年にノーベル賞を受賞した作家イヴォ・アンドリッチと小説家、エッセイスト、政治家のドブリツァ・チョシッチ

セルビアの文学では、ロマン主義的な詩人であるラーザ・コスティッチの存在が知られている。彼はシェイクスピアの作品を積極的にセルビア語へ翻訳するなど、英文学の研究とその促進も活発に行なった。

### 被服

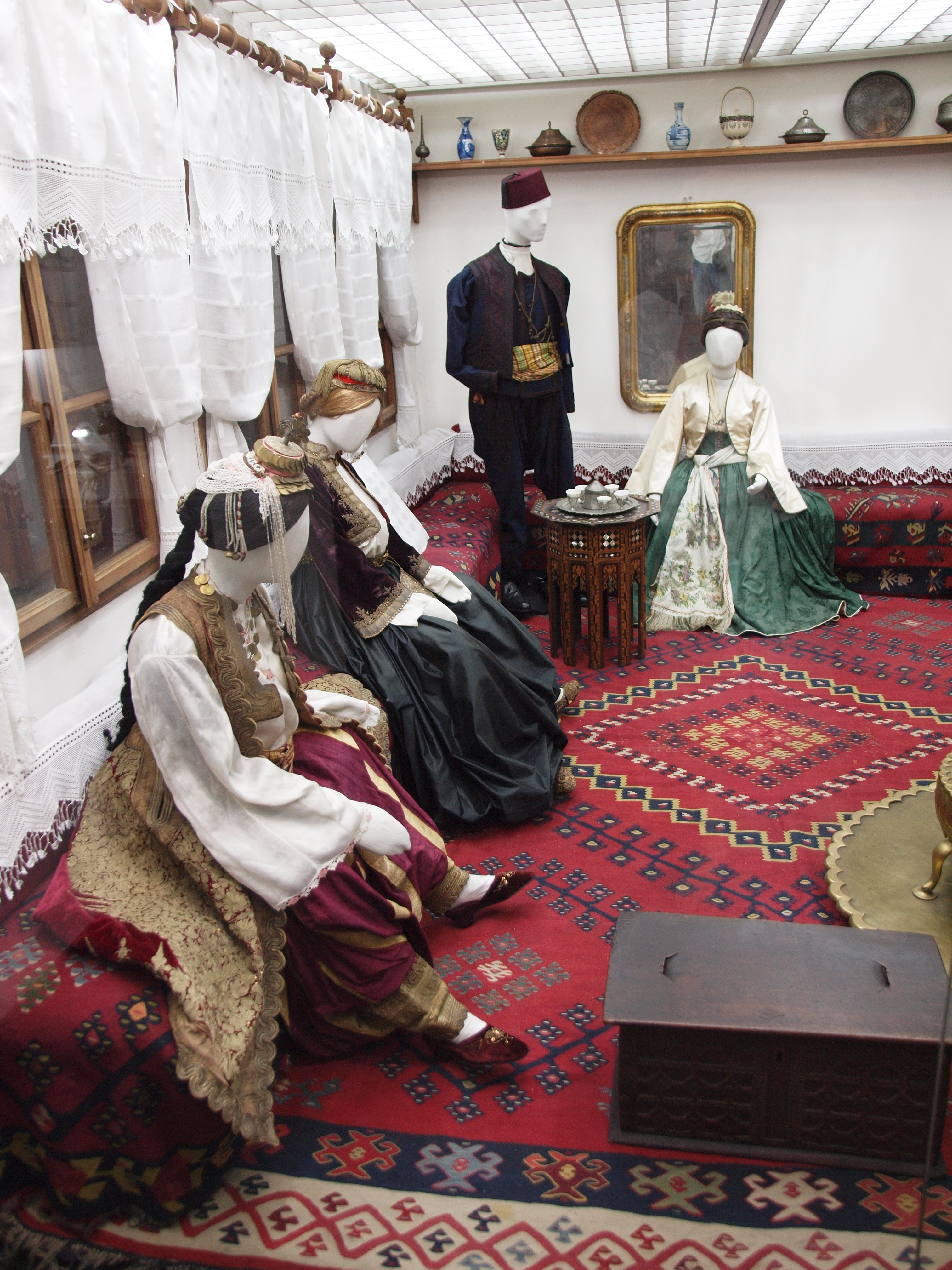
19世紀のピロト（Pirot）地域における民族衣装
ベオグラード民族学博物館にて撮影

セルビアの民族衣装はオスマン帝国の文化の影響を強く受けている面があり、ディナール、モラヴァ、パノニア、ヴァルダルといった幾つかのグループに分けられていることが特徴点となっている。
また同国は19世紀以降、西洋風の服飾やその関連文化を積極的に採り入れ続けている国の一つである。

### 建築

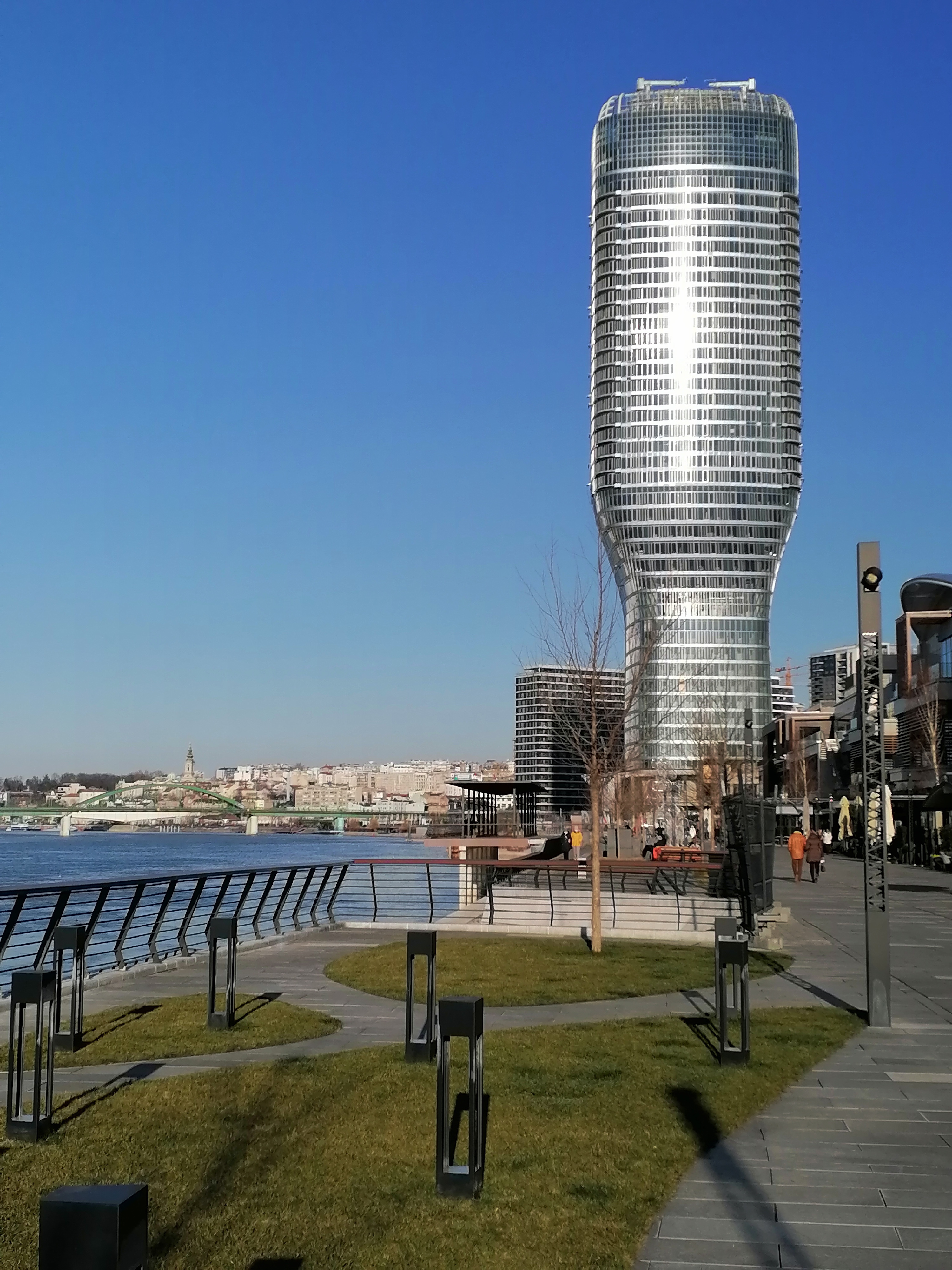
ベオグラードタワー
同国の首都ベオグラードにおける「都市の新たな象徴」として計画された高層建築物である

セルビアの建築文化は歴史上、諸外国の建築文化が融合している面を持っており、その内容も非常に多様で豊か且つ長いものとなっている。セルビアの建築文化は古いものではローマ建築やビザンティン建築、新しいものではポストモダン建築と実に幅広い。
傍ら、ユーゴスラビア時代のブルータリズム建築物も多数遺されていることが知られている。

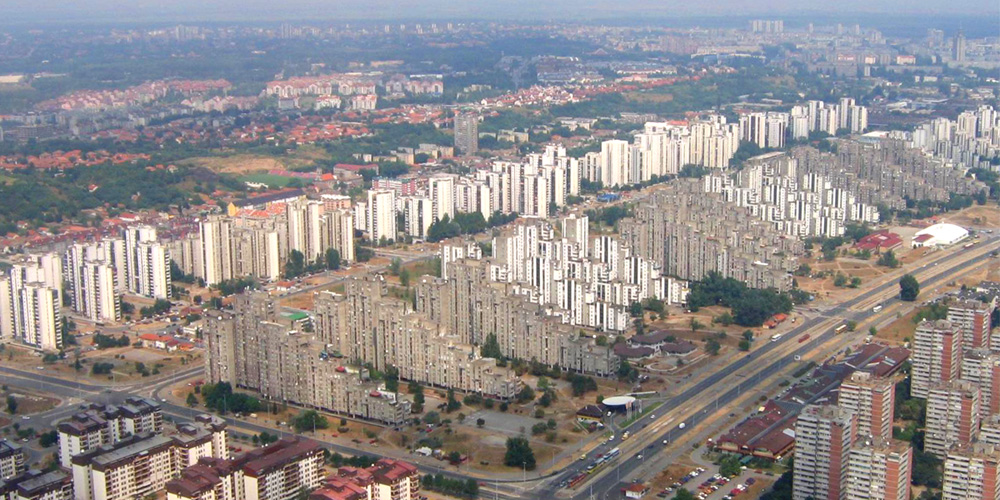
ノヴィ・ベオグラードの超高層ビル群「ベジャニスキ・ブロコヴィ（英語版）」
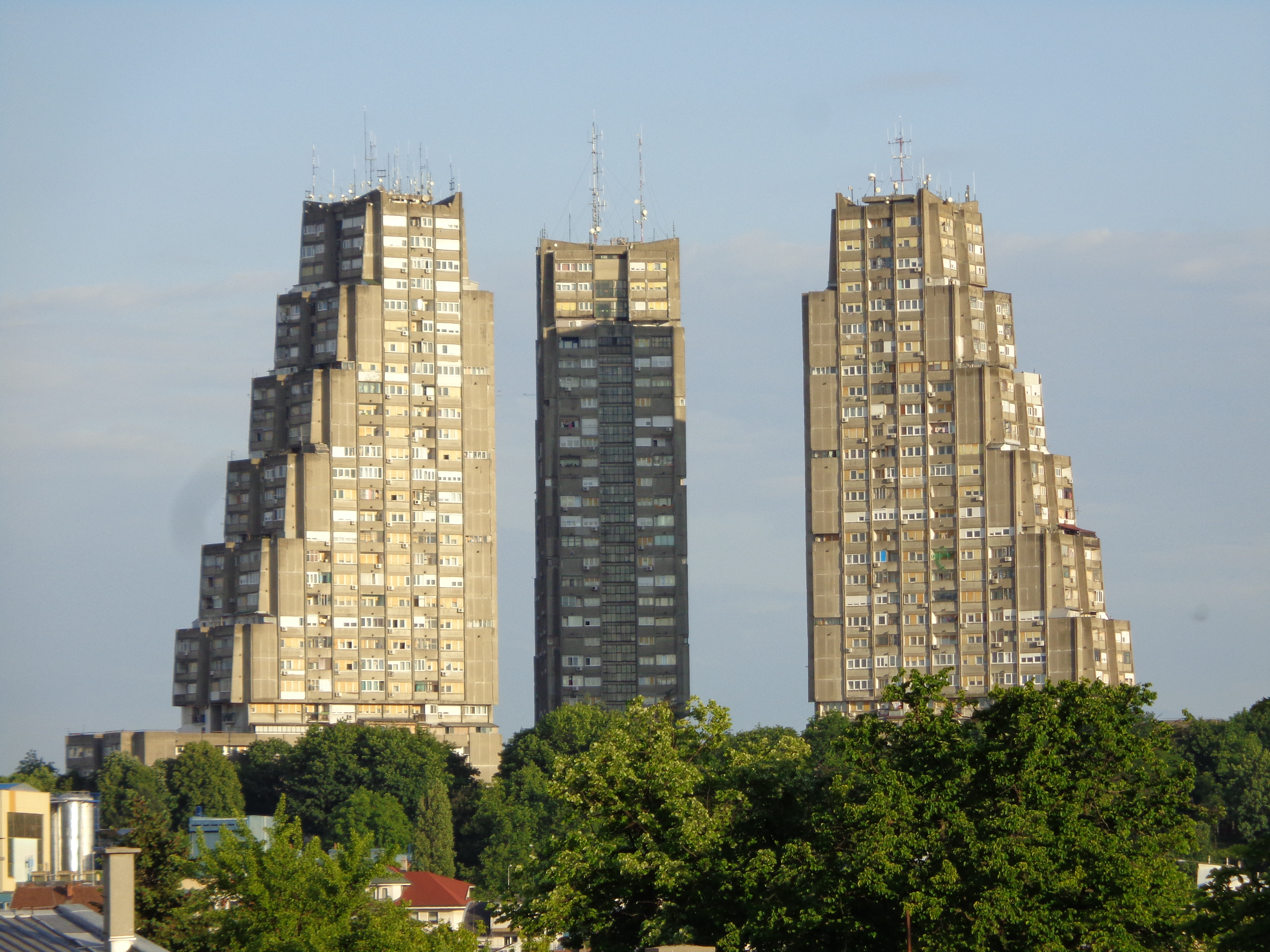
ベオグラードの特徴的なトライタワー構造を持つイースタン・シティ・ゲート（英語版）。
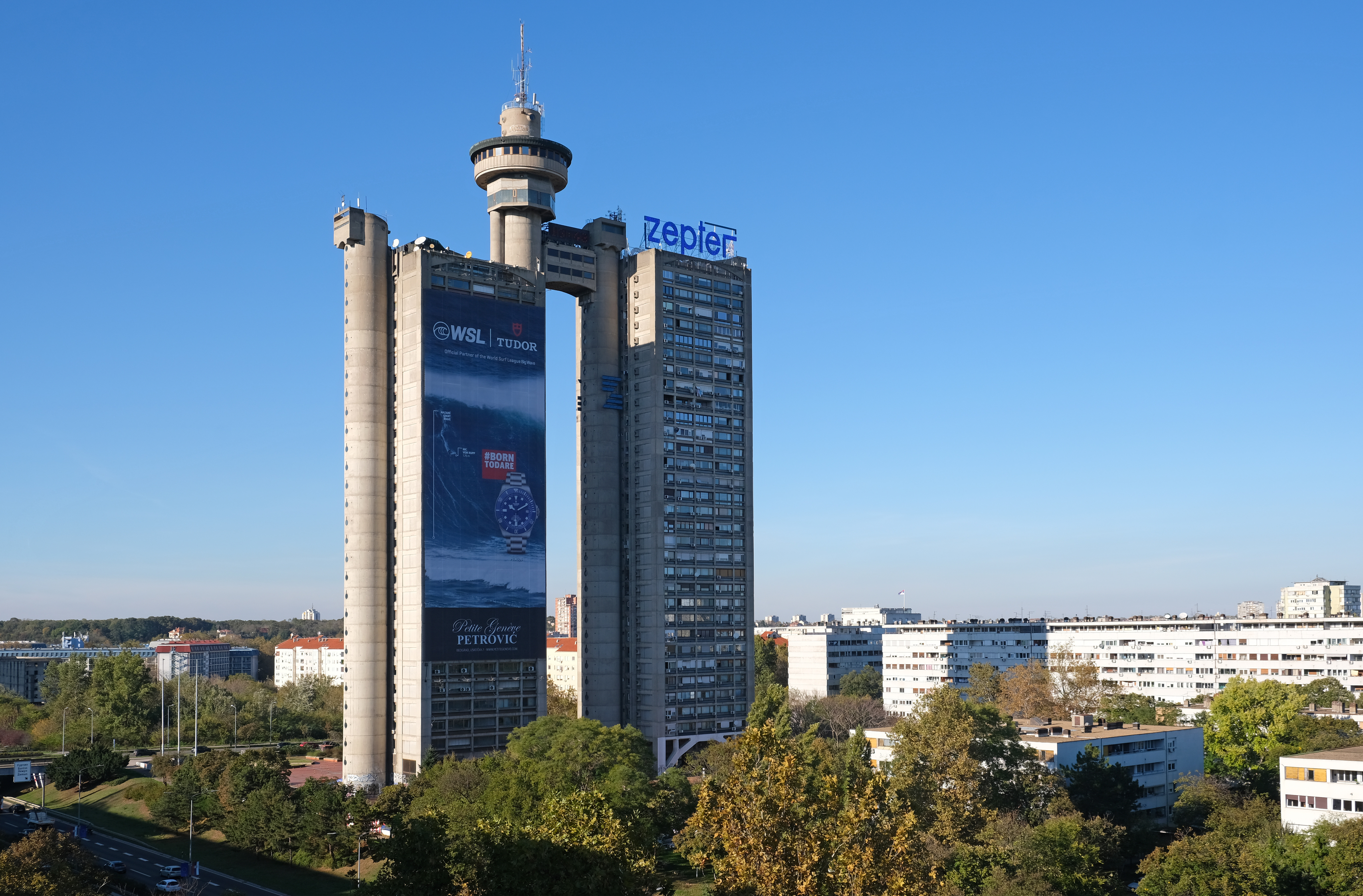
ゲネックス・タワー（英語版）。ツインタワーと2つのビルを接続する回転レストランで構築されている。
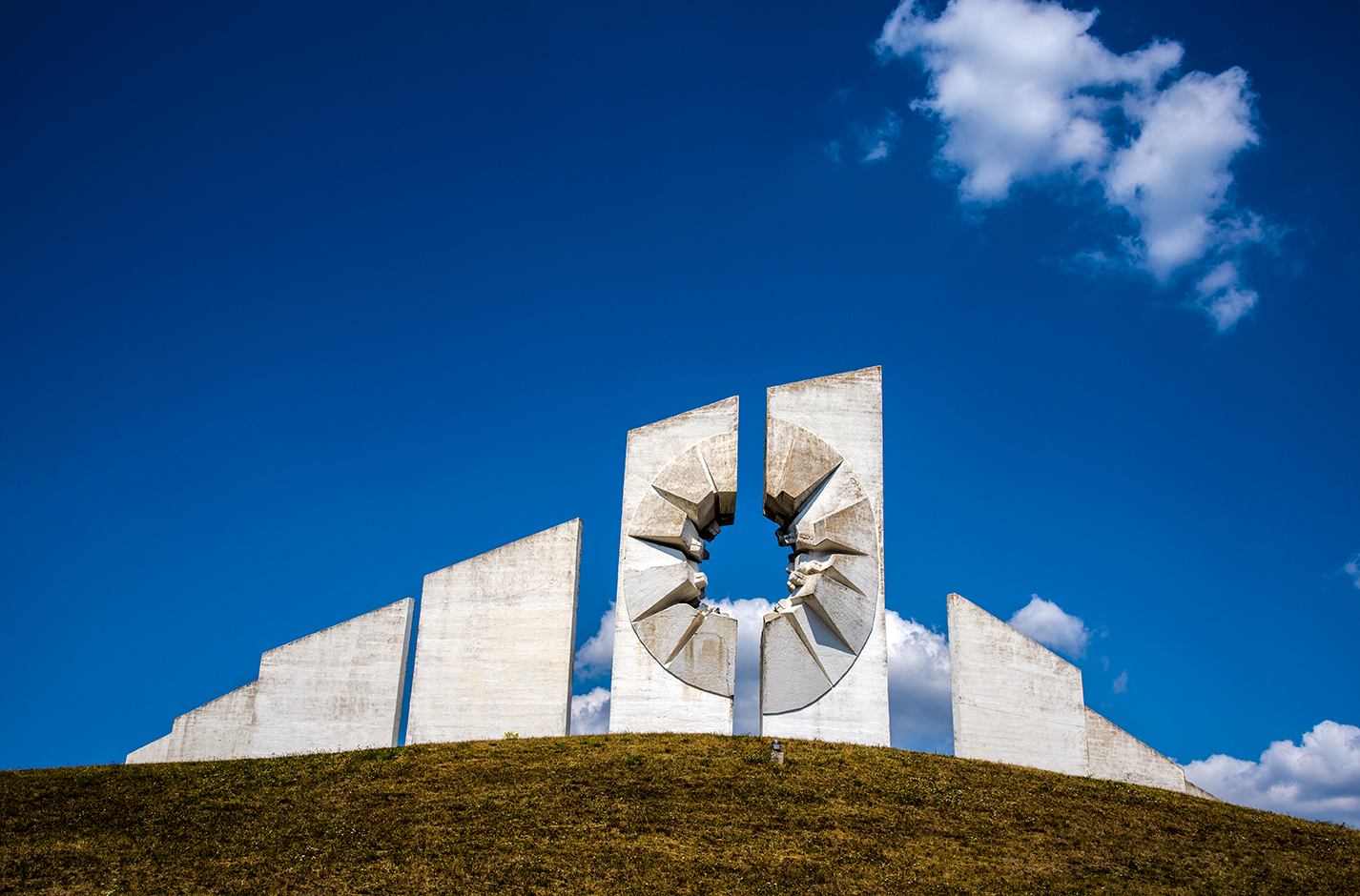
ウジツェのカディニャチャにあるユーゴスラビア人民解放戦争の記念碑（スポメニック）。

### 世界遺産
セルビア国内には近隣国と共有する世界遺産が存在しており、その代表である中世墓碑ステチュツィの墓所群は2016年に文化遺産として登録されたものである。

### 祝祭日
| 日付          | 日本語表記               | 現地語表記                | 備考                                                         |
| ------------- | ------------------------ | ------------------------- | ------------------------------------------------------------ |
| 1月1日 1月2日 | 元日                     | Nova Godina               |                                                              |
| 1月7日        | 正教会のクリスマス       | Božić                     |                                                              |
| 2月15日       | セルビア共和国建国記念日 | Dan državnosti / Sretenje |                                                              |
| 移動祝日      | 聖金曜日                 | Veliki petak              | 復活大祭2日前の金曜日                                        |
| 移動祝日      | 復活大祭の前日           | Velika subota             | 復活大祭前日の土曜日                                         |
| 移動祝日      | 復活大祭                 | Vaskrs                    |                                                              |
| 移動祝日      | 復活大祭後の月曜日       | Veliki ponedeljak         | 復活大祭翌日の月曜日                                         |
| 5月1日 5月2日 | メーデー                 | Dan rada                  |                                                              |
| 5月9日        | 戦勝記念日               | Dan pobede                | ヨーロッパ戦勝記念日 モスクワ夏時間基準のため9日になっている |
| 6月28日       | 聖ヴィトスの日           | Vidov dan                 |                                                              |

### スポーツ
サッカー

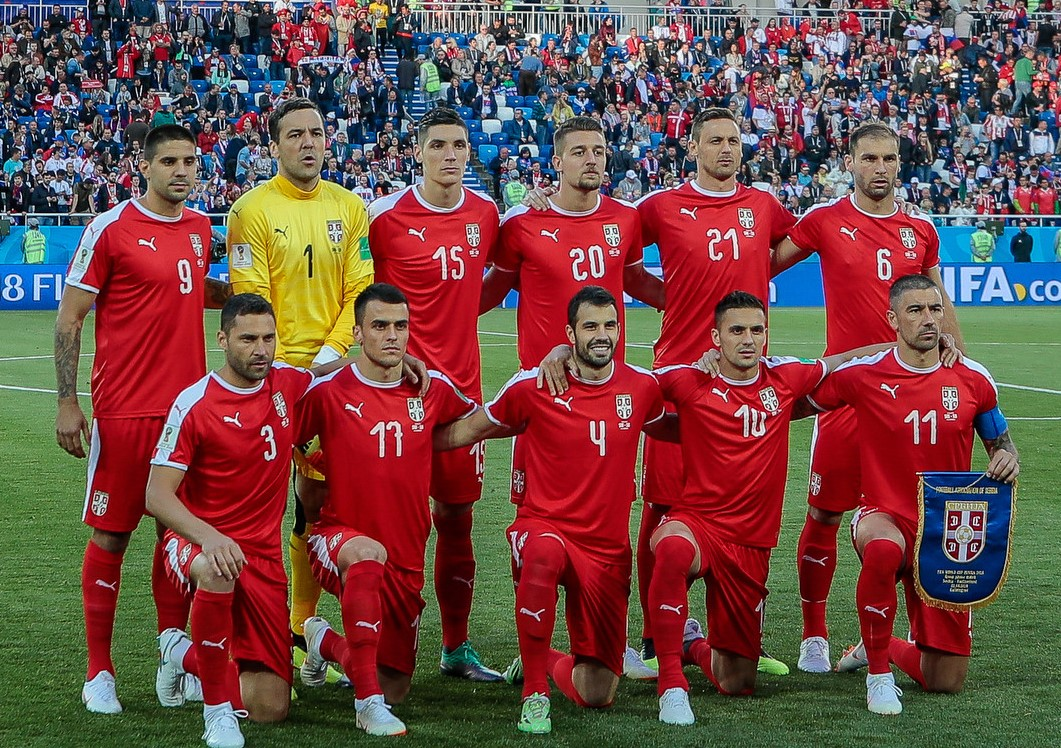
2018年ロシアW杯での「サッカーセルビア代表」

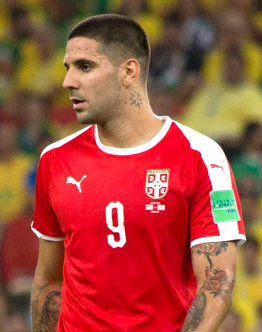
セルビア代表の最多得点者であるアレクサンダル・ミトロヴィッチ

セルビア国内ではサッカーが圧倒的に1番人気のスポーツとなっている。セルビアサッカー協会（FSS）によって構成されるサッカーセルビア代表は、1992年から2003年まではセルビア・モンテネグロ代表として活動しており、それ以前ではユーゴスラビア代表として活動していた。FIFAワールドカップには2010年大会で初出場し、2018年大会、2022年大会にも出場した。UEFA欧州選手権には2024年大会で初出場した。
著名なサッカー選手としては、日本に馴染み深い人物ではドラガン・ストイコビッチが挙げられる。名古屋グランパスエイトで選手として天皇杯で2度優勝し、監督としても2010年にJ1リーグを制覇した。一方で、ヨーロッパのビッグクラブで活躍した選手は、デヤン・スタンコビッチを筆頭に、ネマニャ・ヴィディッチ、ブラニスラヴ・イヴァノヴィッチ、ルカ・ヨヴィッチ、ドゥシャン・ヴラホヴィッチなどが挙げられる。
テニス

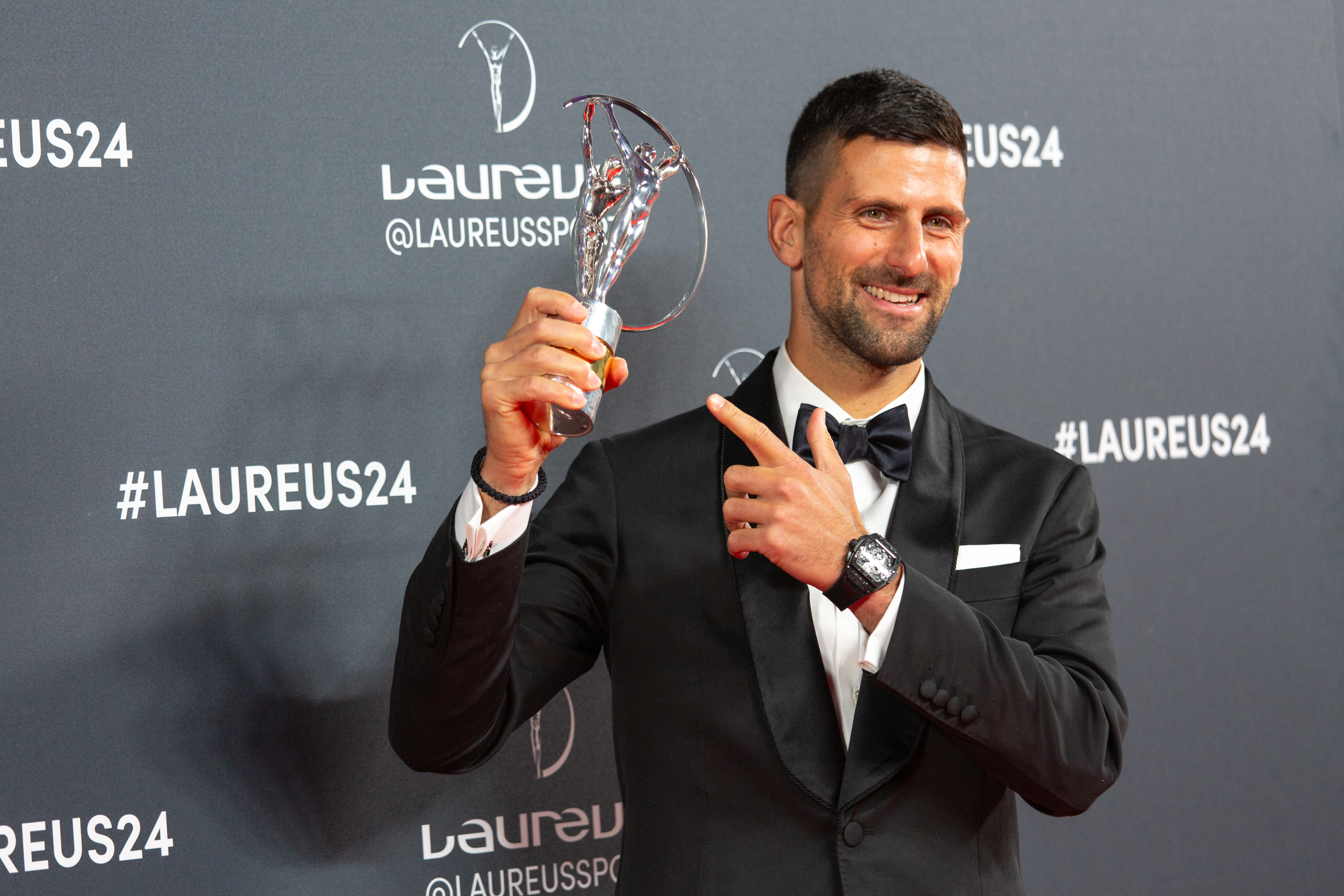
テニスのジョコビッチ選手

セルビアではサッカーの次にテニスが盛んであり、ノバク・ジョコビッチ、ネナド・ジモニッチ、ヤンコ・ティプサレビッチ、エレナ・ヤンコビッチ、アナ・イバノビッチを輩出している。中でも、ジョコビッチはセルビア人初のグランドスラム優勝者であり、歴代1位の優勝24回に輝いている。
さらにトリプルキャリア・グランドスラム達成者であり、ダブルキャリアゴールデンマスターズ達成者でもある。
1位在位週数でもトップであり、マスターズ優勝回数、ファイナルズ優勝回数などテニスの歴史上の主要記録のほとんどで頂点に立つ。
バスケットボール
セルビアでは、NBAで活躍する選手も輩出している。プロチームはユーロリーグに参加しているKKツルヴェナ・ズヴェズダや、ABAリーグに参加しているKKパルチザンが著名である。ニコラ・ヨキッチはNBA史上最短出場時間でのトリプルダブルを達成し、NBA最優秀選手賞も受賞している。2023年にはデンバーナゲッツの球団史上初優勝にも貢献している。この2023年のNBAプレーオフでヨキッチも得点数、アシスト数、リバウンド数において全て1人で1位を取ったNBA史上初の選手となった。
バレーボール
バレーボールもバスケットボール同様、セルビア国内では人気のスポーツとなっている。男子代表、女子代表はともに世界屈指の強豪チームでもある。
オリンピック